# Bildungssystem in Brasilien

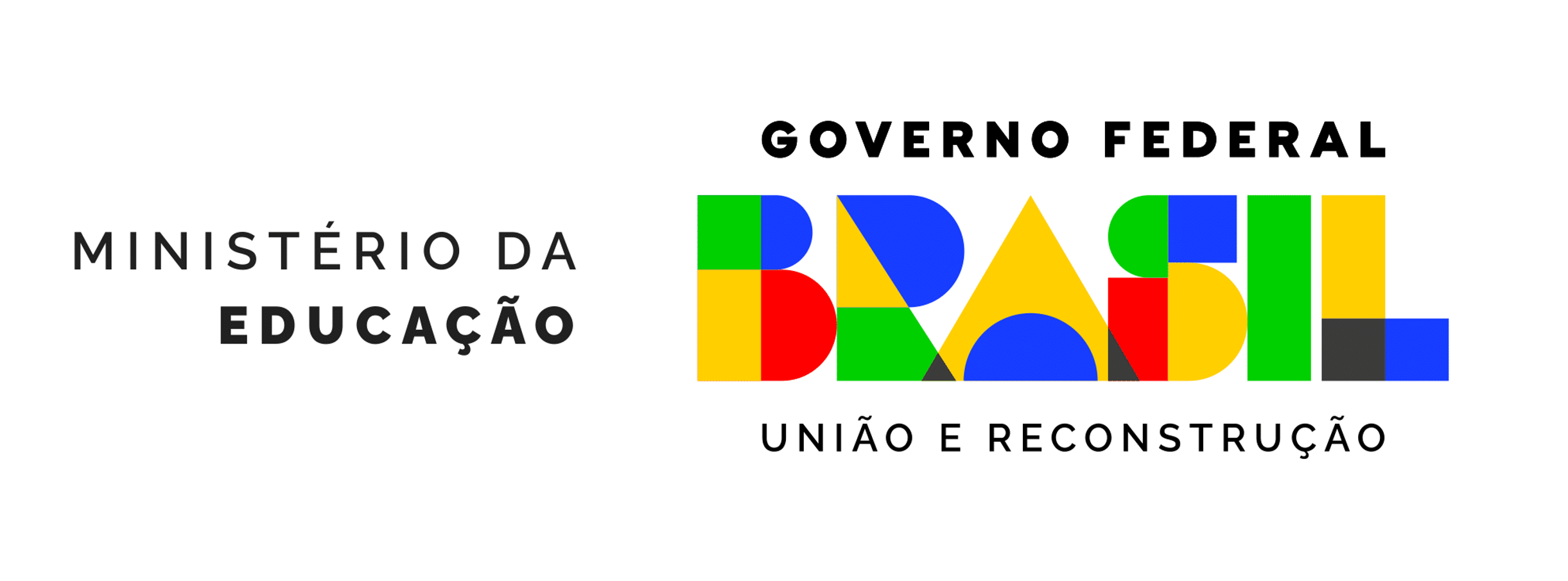
Logo des brasilianischen Bildungsministeriums

Das Bildungssystem in Brasilien umfasst Schulen, berufliche Bildungseinrichtungen und Universitäten bzw. Hochschulen. Zu ihr gehört die 14-jährige, kostenlose und obligatorische Basisbildung (educação básica), die sich von der Vorschule (pré-escola) über die Primarbildung (ensino fundamental) bis zur Sekundarschule (ensino médio) erstreckt. Hinzu kommt die fakultative Ergänzung der frühkindlichen Bildung (educação infantil) für Kinder bis drei Jahren, die höhere Bildung an Hochschulen und Universitäten (ensino superior) sowie die fachliche Bildung (ensino técnico), die jedoch teilweise in die Sekundarschule integriert ist.
Die Verantwortung über das Bildungssystem unterliegt dem MEC (Ministério da Educação „Bildungsministerium“).
Neben den kostenlosen staatlichen Schulen und Universitäten gibt es eine Vielzahl privater Einrichtungen, teilweise in kirchlicher Trägerschaft.
Das Lei de Diretrizes e Bases da Educação Nacional („Gesetz über die Richtlinien und Grundlagen der nationalen Bildung“), kurz LDB, vom 20. Dezember 1996 legte die derzeitige Organisation des brasilianischen Bildungssystems fest.
In der PISA-Studie von 2022 schnitt Brasilien in allen drei Kompetenzbereichen schlechter ab als der OECD-Durchschnitt.
Die Human Rights Measurement Initiative hat für das Jahr 2020 ermittelt, dass Brasilien in Hinblick auf das Recht auf Bildung 74,5 % dessen erreicht, was gemessen am Niveau der Einkünften des Landes möglich sein sollte.

## Geschichte
Die soziale Ungleichheit kennzeichnet den Weg Brasiliens seit der Kolonialzeit. Bis heute wirkt sie sich stark auf das von der Bevölkerung erreichte Bildungsniveau aus. Einer der entscheidenden Faktoren, der zur sozialen Ungleichheit auch im Bildungsbereich beiträgt, ist die Sklaverei der zunächst indigenen, später hauptsächlich afrikanischen Völker von etwa 1530 bis 1888. In diesen mehr als 350 Jahren wurden diese Völker von den wenigen schulischen Einrichtungen der Kolonie ausgeschlossen. Weitere Faktoren für das derzeitige Niveau der brasilianischen Schulbildung sind die wirtschaftlichen Entwicklungsmodelle des Landes, die zu einer Zunahme von Armut, einer Konzentration von Einkommen, einem ungleichen Zugang zu Dienstleistungen, einer unkontrollierten Verstädterung und zu Gewalt führten.

### Kolonialzeit (1500–1822)

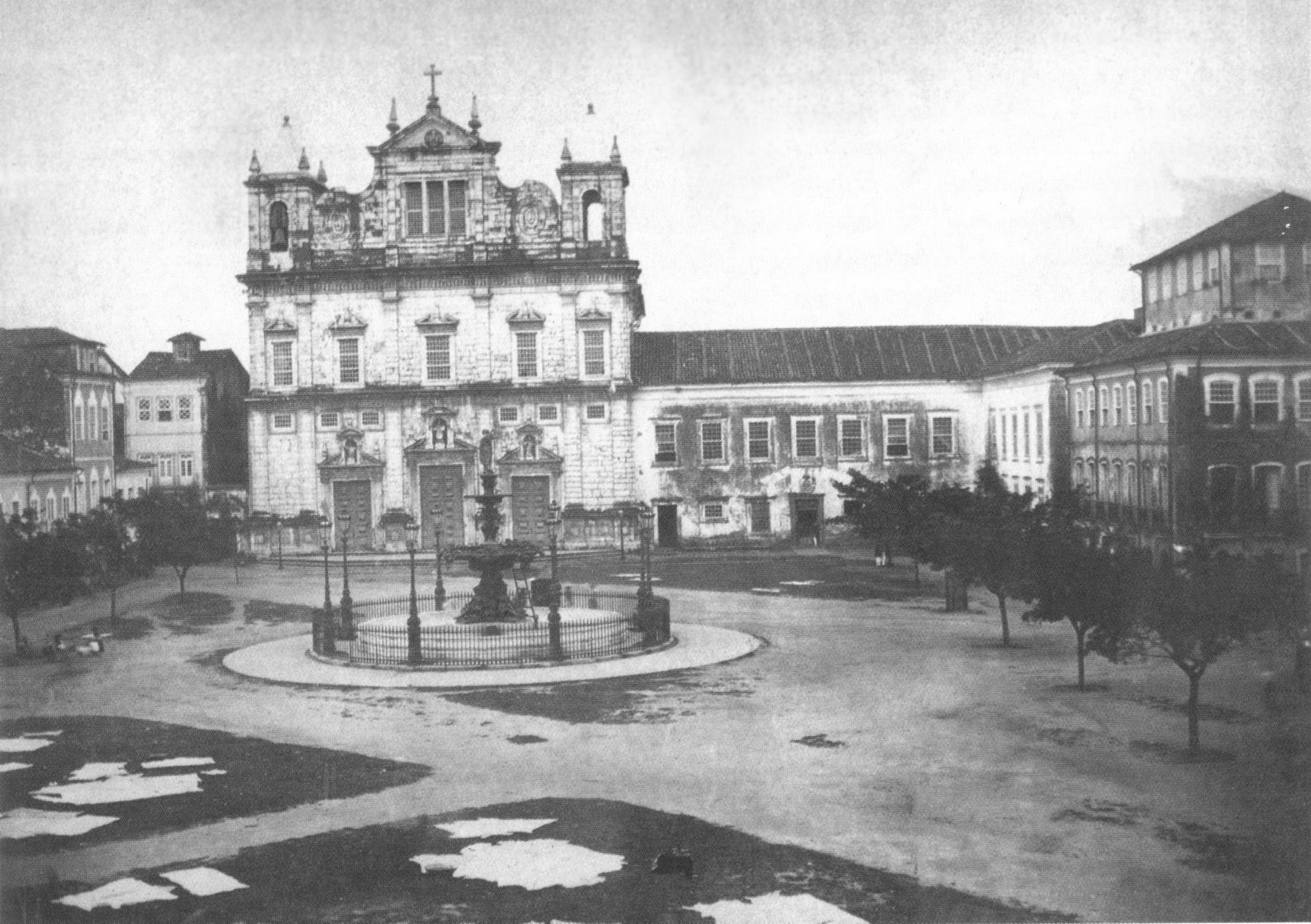
Ehemalige Igreja do Colégio dos Jesuítas, daneben das Colégio (1862)

Seit Beginn der Kolonialisierung war die Schulbildung in Brasilien fast ausschließlich ein Vorrecht der Jesuitenorden. Sie kamen 1549 ins Land und gründeten unter der Leitung von Pater Manuel da Nóbrega die erste Primarschule in Salvador da Bahia. Mit der Gründung von Primarschulen in anderen Orten sowie Gymnasien, dehnte sich ihr Bildungsnetz aus. Im 16. und 17. Jahrhundert bemühten die Jesuiten sich um Europäisierung und Christianisierung. Als die indigene Bevölkerung die christlichen und europäischen Elemente mit eigenen Einflüssen färbte, konzentrierten sich die Jesuiten vor allem auf die Schulbildung der männlichen Bevölkerung, nahmen jedoch auch darüber hinaus die Bildung in den Fokus. Durch Klosterschulen sollten die Kinder und Jugendlichen von synkretischen Vorstellungen getrennt werden. Die Erziehung und Ausbildung richtete sich nach christlichen und europäischen Standards und konzentrierte sich überwiegend auf Geisteswissenschaften und die lateinische Sprache. Zusätzlich sollten die Absolventen der Klosterschulen als Multiplikatoren dieser christlich-europäischen Bildung wirken, indem sie Einfluss auf ihr Umfeld nahmen. Dazu sollten sie angesehene weltliche oder religiöse Positionen bekleiden, die nur durch Bildung und/oder politische Hilfe zu erreichen waren.
Parallel zur Ausbildung durch die Jesuiten stellte die portugiesische Regierung ab 1648 Spezialisten für militärische Kurse ein. Diese sollten Personal für den Bau von Festungsanlagen zur Verteidigung des brasilianischen Landes ausbilden.
Die jesuitischen Klosterschulen waren in den ersten 200 Jahren der Kolonialisierung Brasiliens die Hauptzentren der Verbreitung brasilianischer Kolonialkultur. Schulen wie Schüler waren die ersten, die eine solche brasilianische Kultur definierten.
In diesem Zeitraum kam es auch zu Konflikten zwischen den Jesuiten und den Herrenhäusern, in denen es primär um die politische Vorherrschaft der Institutionen ging.
Die aristokratischen Großfamilien verfügten ihren eigenen Privatunterricht. Richtlinien dafür setzten in der Regel die Erbfolge des Patriarchen und die Bedürfnisse des Standes. Von hoher Bedeutung war die Betonung der aristokratischen Differenzierungsmerkmale, beispielsweise in der Sprache. Keine Rolle spielten bei der Auswahl von Schülern und Stoff die Begabungen, Erfolgsversprechen, wirtschaftliche bzw. wissenschaftliche Zweckmäßigkeiten oder geistlicher Anspruch.
Die Klosterschulen wurden für die Patriarchen zur Herausforderung durch ihr Ansehen und das nach ihrem Weltbild gestaltete soziale, wirtschaftliche und geistliche Umfeld. Ihre strategischen Ziele standen denen der Patriarchen entgegen. Sie beinhalteten politische Macht und geistigen Vorrang: Den Herrenhäusern sollten ihre beiden wichtigsten Funktionen entrissen werden, die Schule und die Kirche. Die Strukturen der Klosterschulen waren für die Oberschicht provozierend wie herausfordernd. Sie waren bei der Aufnahme von Schülern nicht dazu verpflichtet, nach Hautfarbe oder Reputation der Familie zu entscheiden. So konnten auch Schüler mit wirtschaftlich schwachem Hintergrund akzeptiert werden. Auf diese Weise schufen die Ordensschulen schon früh eine gewisse Form der Chancengleichheit in Brasilien. Durch „Bildungstransfer“ und individuelle Entwicklungsmöglichkeiten trugen die Schulen zum sozialen Ausgleich bei. Ihnen kam so eine wichtige Ausgleichs- und Integrationsfunktion auf gesamtgesellschaftlicher Ebene zu. Zudem legten sie die Qualifikationsgrundlage einer einheimischen Bildungs- und Führungselite.

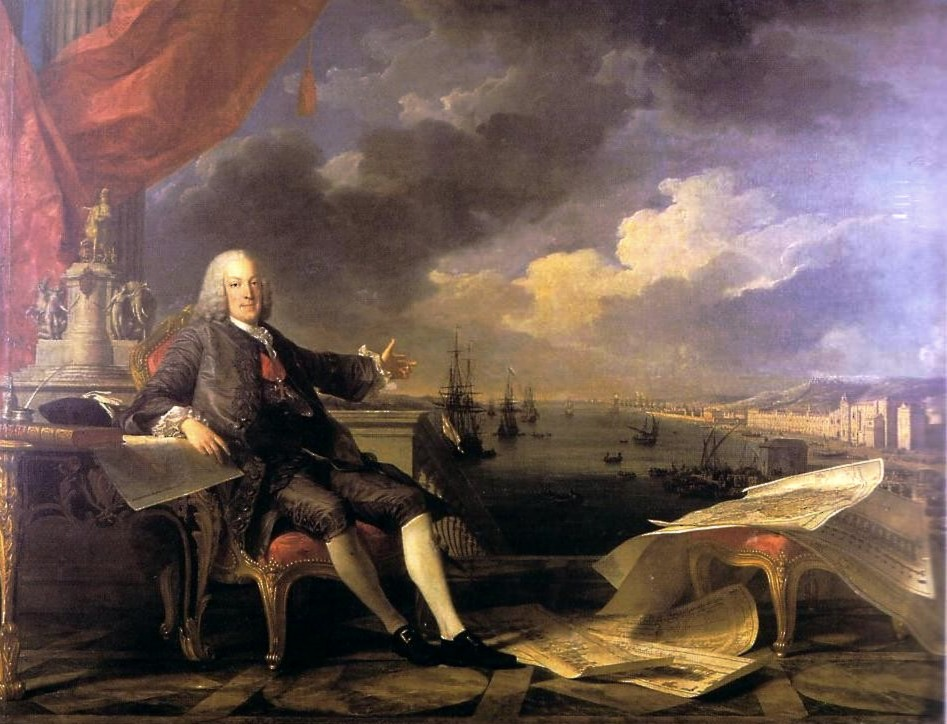
„Ausweisung der Jesuiten“ von Louis-Michel van Loo und Claude-Joseph Vernet, 1766 (Museu da Cidade de Lisboa)

Am 3. September 1759 wies die portugiesische Elite unter dem damaligen leitenden Minister, dem Marquês de Pombal, die Jesuiten formell aus dem gesamten Reich aus. Rund vierzehn Jahre später, am 16. August 1773, ordnete ein Erlass von Papst Clemens XIV. an, alle jesuitischen Einrichtungen aufzulösen, die den Ausweisungsbefehl überstanden hatten. Dies schloss ein großes Netz an Schulen, Hochschulen und Krankenhäusern ein. Es blieben nur wenige Schulen, die von anderen religiösen Orden betrieben wurden, sowie militärische Bildungseinrichtungen. Am 6. November 1772 verabschiedete die portugiesische Regierung für ihr gesamtes Reich ein Gesetz, das die Nebenfächer und Lehreranweisungen regelte. Brasilien wurde dadurch für insgesamt 44 königliche Klassen (aulas régias) zuständig, 17 davon sollten die ersten Buchstaben lehren, 15 die lateinische Grammatik, sechs Rhetorik, drei die griechische Grammatik und drei weitere Philosophie. Später wurden die mathematischen Disziplinen Arithmetik, Algebra und Geometrie ergänzt.
Nachdem im Jahr 1808 der gesamte portugiesische Königshof aufgrund der napoleonischen Invasion nach Brasilien verlegt wurde, veränderten sich die bildungspolitischen und kulturellen Merkmale erheblich. Es kam zu mehreren Gründungen neuer Einrichtungen.

### Kaiserzeit (1822–1888)
Mit der ersten Verfassung Brasiliens von 25. März 1824 wurde eine unentgeltliche Primarbildung garantiert. Dennoch verabschiedete der Kongress erst am 15. Oktober 1827 das erste Gesetz über den nationalen öffentlichen Unterricht in Brasilien. Es sah vor, dass es in jeder Stadt und jedem besiedelten Gebiet Primarschulen geben sollte. Im Jahr 1834 förderte die Regierung eine Dezentralisierung des Unterrichts, die die Verantwortung der Primarbildung auf die durch die Provinzen vertretenen Verwaltungseinheiten übertrug. Infolgedessen wurde es unmöglich, ein Schulsystem zu schaffen, das die Bevölkerung des ganzen Landes versorgte. Erschwerend kam hinzu, dass in den kolonialisierten Metropolen die Bildung für die Sklaven als entbehrlich betrachtet wurde. Hinzu kam die Weite des unbesiedelten Landes, die die Errichtung von flächendeckenden Bildungseinrichtungen erschwerte.

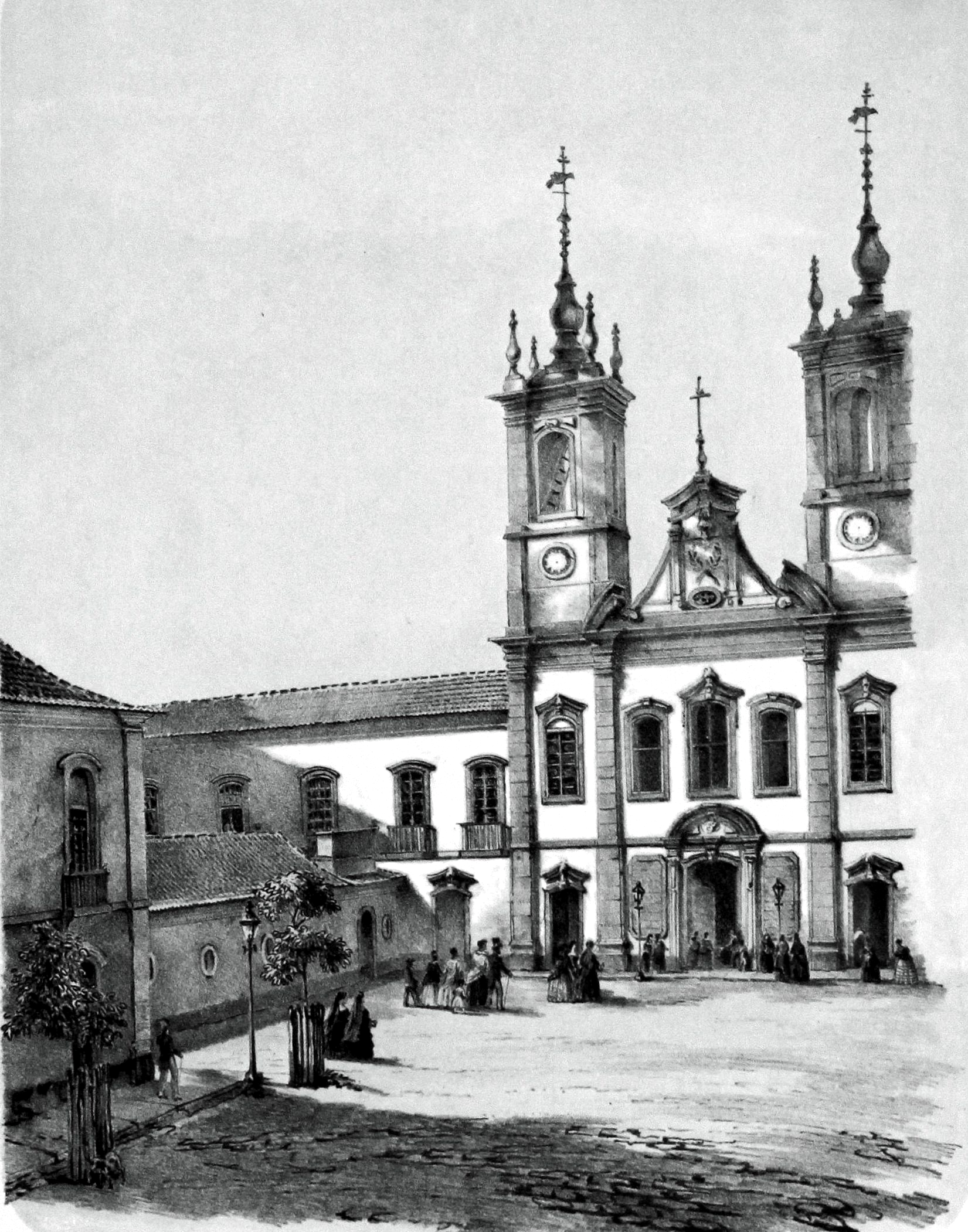
Imperial Colégio de Pedro II; Zeichnung von P. G. Bertichem aus dem Jahr 1856

Zu Beginn des 19. Jahrhunderts gab es nur wenige Einrichtungen, die eine militärische oder Hochschulausbildung anboten. Mehrere Sekundarschulen bereiteten ihre Schüler auf die Aufnahmeprüfungen vor. Insbesondere für die juristischen Fakultäten umfassten die Prüfungen mehrere Fächer. Im Jahr 1837 gründete der Reichsminister Bernardo Pereira de Vasconcelos die erste öffentliche Sekundarschule in Rio de Janeiro, dem damaligen Sitz des Hofes. Dabei ließ er sich von der Organisation französischer Schulen inspirieren. Das Imperial Colégio de Pedro II. („Kaiserliches Kolleg von Pedro II.“) war sowohl als Internat als auch als Tagesschule konzipiert. Die Dauer des Studiums betrug sechs bis acht Jahre und umfasste vor allem die klassisch-humanistischen Fächer. Daneben wurden auch moderne Sprachen, Natur- und Physikwissenschaften, Geschichte und Mathematik (Arithmetik, Algebra, Geometrie, später auch Trigonometrie) unterrichtet. Vorherrschaft behielten die literarischen und humanistischen Fächer. Wer alle Fächer des Kurses bestand, wurde von den Prüfungen für die Zulassung zu höheren Bildungsgängen befreit.
Das Imperial Colégio de Pedro II. wurde zur Mustereinrichtung für die Sekundarstufe in Brasilien. Bis ins Jahr 1873 mussten die Schüler für die Prüfungen aus dem ganzen Land nach Rio de Janeiro fahren, da diese dort zentral abgelegt wurden. Erst später erlaubte die Gesetzgebung es, solche Prüfungen auch in anderen Regionen durchzuführen. De facto gab das Imperial Colégio de Pedro II. den offiziellen Lehrplan vor.

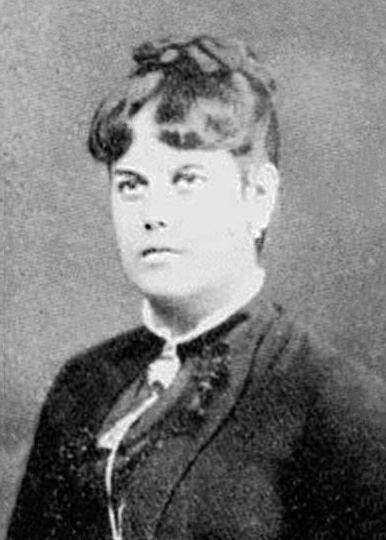
Rita Lobato Velho Lopes am Tag ihres Abschlusses 1887

Zwar boten während des Kaiserreichs mehrere Einrichtungen eine Sekundarschulbildung an, jedoch kam die Einführung einer abgestuften Sekundarschulbildung nur langsam voran. Der gesamte Unterricht war auf die vorbereitenden Prüfungen ausgerichtet. Nach der Gründung des Imperial Colégio de Pedro II. gab es Bemühungen, ein Zertifikat über den Abschluss der Sekundarstufe einzuführen, doch während des gesamten 19. Jahrhunderts reichte das Bestehen der verschiedenen Prüfungen aus, um Zugang zur höheren Bildung zu erhalten. Viele Schüler, die diese Prüfungen bestanden, schlossen daraufhin die Sekundarschule nicht ab, sodass sich keine abgestufte Sekundarschulbildung entwickelte.
Die Sekundarstufe wurde in dieser Zeit nahezu ausschließlich von der männlichen Wirtschaftselite des Mannes absolviert. Diese bereitete sich so auf die Übernahme von politisch-administrativen Positionen oder eine höhere Ausbildung vor. Die Frauen aus der Oberschicht wurden für gewöhnlich in laizistischen oder religiösen Frauenschulen oder zu Hause mit Hilfe ausländischer Lehrkräfte für die Haushaltstätigkeiten und soziale Aufgaben ausgebildet. Sie lernten Lesen und Schreiben, Französisch, Musik, Klavier und hauswirtschaftliche Fertigkeiten. Frauen aus den unteren Schichten konnten die Primarbildung, die Lehrerausbildung in den Escolas Normais und Berufsschulen besuchen.
Seit dem Jahr 1880 besuchten auch Frauen das Imperial Colégio de Pedro II. Sieben Jahre später war Rita Lobato die erste Frau des Landes, die als Arzt ihr Studium abschloss. In ihrer Klasse war sie die einzige Frau.

### Erste Brasilianische Republik (1889–1930)
Die Republik entstand unter Bedingungen, die Gleichheit und Bürgerrechte versprachen und deren Zivilisationsmodell von Frankreich repräsentiert wurde. Zu Beginn der Republik war die große Mehrheit der Bevölkerung Analphabeten (85 %). Die Bildungssituation im Land war untragbar. Die zuständige Regierungsbehörde wurde das Ministerium für Bildung, Post und Telegrafie, Benjamin Constant ihr erster Leiter.
Im Jahr 1890 leitete er eine Bildungsreform ein, die unter seinem Namen bekannt wurde. Sie umfasste das öffentliche Schulwesen der Primar- und Sekundarstufe im Bundesdistrikt, der damals in Rio de Janeiro lag. Das Gesetz wollte in der Sekundarstufe mit der humanistischen und literarischen Tradition brechen und einen neuen Lehrplan einführen, der wissenschaftliche und mathematische Disziplinen bevorzugte. Sie orientierten sich dabei an den Ideen des französischen Philosophen Auguste Comte, der die Mathematik  als wichtigste aller Wissenschaften ansah. So erlangte die Mathematik in Constants Bildungsreform insbesondere in der damals siebenjährigen Sekundarstufe große Bedeutung.
Der Einfluss der französischen Ideen und Praktiken dauerte im Bildungswesen von den Anfängen der Sekundarstufe bis in die ersten drei Jahrzehnte der Republik an.
Anfang des 20. Jahrhunderts begann man, die Vorbereitungsprüfungen nach den von den Kandidaten angestrebten Hochschulstudiengängen zu organisieren.
Das Colégio Pedro II bildete weiterhin den herausragenden Standard für die Sekundarbildung. Ab 1901 waren Einrichtungen, deren didaktisch-pädagogische Praktiken mit denen des Colégio Pedro II übereinstimmten, berechtigt, ihren Absolventen den Titel des Bachelors zu verleihen. Nach 1916 konnten Schulen außerhalb von Rio de Janeiro Prüfungsausschüsse für die Vorbereitungskurse vor Ort einrichten. Ihre Kurse organisierten sie jedes Jahr zu diesem Zweck. Auch an Schulen, deren Abschluss der Sekundarstufe automatisch den Zugang zur Hochschulbildung ermöglichte, wurde der Betrieb durch die vorbereitenden Prüfungen gesteuert.
Seit der von Benjamin Constant durchgeführten Reform von 1890 bis zum Ende der Ersten Republik im Jahr 1930 wurden mehrere Bildungsreformen durchgeführt, jedoch kam es zu keinen relevanten Änderungen in der Sekundarstufe, die als Vorbereitung auf freie Berufe wie in der Jura oder Medizin angesehen wurde. Bis in die 1920er Jahre hinein spielten die vorbereitenden Prüfungen eine große Rolle bei der Organisation des Unterrichts in der Sekundarschule.
Im Jahr 1892 wurde das Ministério da Justiça e Negócios Interiores (Justiz- und Innenministerium) zuständig für den Bereich Bildung.
Der Beginn der Republik war von mehreren sozialen Unruhen geprägt. Trotz der Abschaffung der Sklaverei setzten sich bis in die 1930er Jahre hinein diskriminierende Rassentheorien durch. Diese rückten die Debatte nach der Abschaffung der Sklaverei 1888 von Themen der Staatsbürgerschaft und Gleichheit weg, hin zu vermeintlich biologischen Gründen und Argumenten. Die Ausgrenzung im Bildungsbereich, die größtenteils auf die Sklaverei und die ständigen Vorurteile und Ausgrenzungen in der brasilianischen Gesellschaft zurückzuführen ist, hielt weiter an. Die Analphabetenrate betrug im Jahr 1920 rund 65 %. Lediglich eine privilegierte Minderheit, die später eine Universität besuchen würde, absolvierte die Sekundarstufe. Lehrer benötigten keine spezielle Ausbildung, da es für diesen Beruf keine Einrichtung gab.
Die Bildung galt schon seit der Ausrufung der Republik als zentrales politisches Problem. Es wird für die Überwindung der Unterentwicklung des Landes als wesentlich angesehen. Bis 1988 setzte die politische Staatsbürgerschaft Kenntnisse im Lesen und Schreiben voraus, da die frühere brasilianische Verfassung Analphabeten das Wahlrecht verweigerte. Man ging davon aus, dass der Weg zur Entwicklung des Landes darin bestand, großen Teilen der Bevölkerung Zugang zur Bildung zu verschaffen. So verteidigte man die Ausweitung der Schulbildung.
Die 1920er Jahre waren von tiefgreifenden politischen, wirtschaftlichen und sozialen Veränderungen geprägt. In diesem Zeitraum wurden in mehreren brasilianischen Bundesstaaten sowie dem Bundesdistrikt Reformen des Bildungssystems durchgeführt. Diese umfassten auch die Primarbildung und die Lehrerausbildung. Die bewirkten Änderungen waren mit der sogenannten Reformpädagogik (Escola Nova) verbunden. Sie bemühte sich, die seit dem 19. Jahrhundert in Europa und den USA entwickelten Ideen in der Primarbildung umzusetzen. Zentrale Prinzipien dabei waren die zentrale Stellung des Kindes in der Lernbeziehung, die Achtung der hygienischen Norm bei der Disziplinierung der Schüler, die Wissenschaftlichkeit der Schule in Bezug auf soziales Wissen und Verhalten, und die Würdigung der Beobachtung, Intuition und des Aufbaus des Wissens der Schüler. Zur Veränderung des Unterrichts in den ersten Schuljahren führten vor allem zwei grundlegende Ideen, die von den verschiedenen neuen Schulauffassungen geteilt wurden: Das „Aktivitätsprinzip“ und das „Prinzip der Einführung von Situationen aus dem wirklichen Leben in die Schule“. Auf die Sekundarstufe wirkte sich diese Bewegung jedoch nicht unmittelbar aus. Dort war der Unterricht weiterhin von Auswendiglernen und passiver Aneignung von Inhalten geprägt.
Insbesondere die katholische Kirche widersetzte sich den modernen Unterrichtsideen von öffentlicher Schulbildung, gemeinsamem Unterricht von Jungen und Mädchen sowie der Trennung von Kirche und Staat in Bildungsangelegenheiten. Diese stufte sie als gefährlich ein.

### Die Ära Getúlio Vargas (1930–1946)
Bis zum Zweiten Weltkrieg verfügte Brasilien über ein ausgewogenes Bildungssystem: Obwohl es auch einzelne Spitzenleistungen gab, war es auf allen Ebenen klein und arm. Nur etwa die Hälfte aller jungen Brasilianer ging zur Schule. Die Sekundarstufe war noch kleiner und elitärer, Hochschulbildung kaum vorhanden. Während andere Länder der Region bereits im 16. Jahrhundert erste Universitäten gründeten, geschah dies in Brasilien erst in den 1930er Jahren.
Die Diktatur unter Getúlio Vargas war eine Zeit enormer politischer, sozialer und wirtschaftlicher Veränderungen. Während der provisorischen Regierung wurde das Ministerium für Bildung und Gesundheit geschaffen, das als eine der Initiativen zur Untermauerung der Projekte der neuen Regierung vorgestellt wurde. Zusammen mit dem Ministerium für Arbeit, Industrie und Handel wurde es als „Ministerium der Revolution“ bezeichnet.

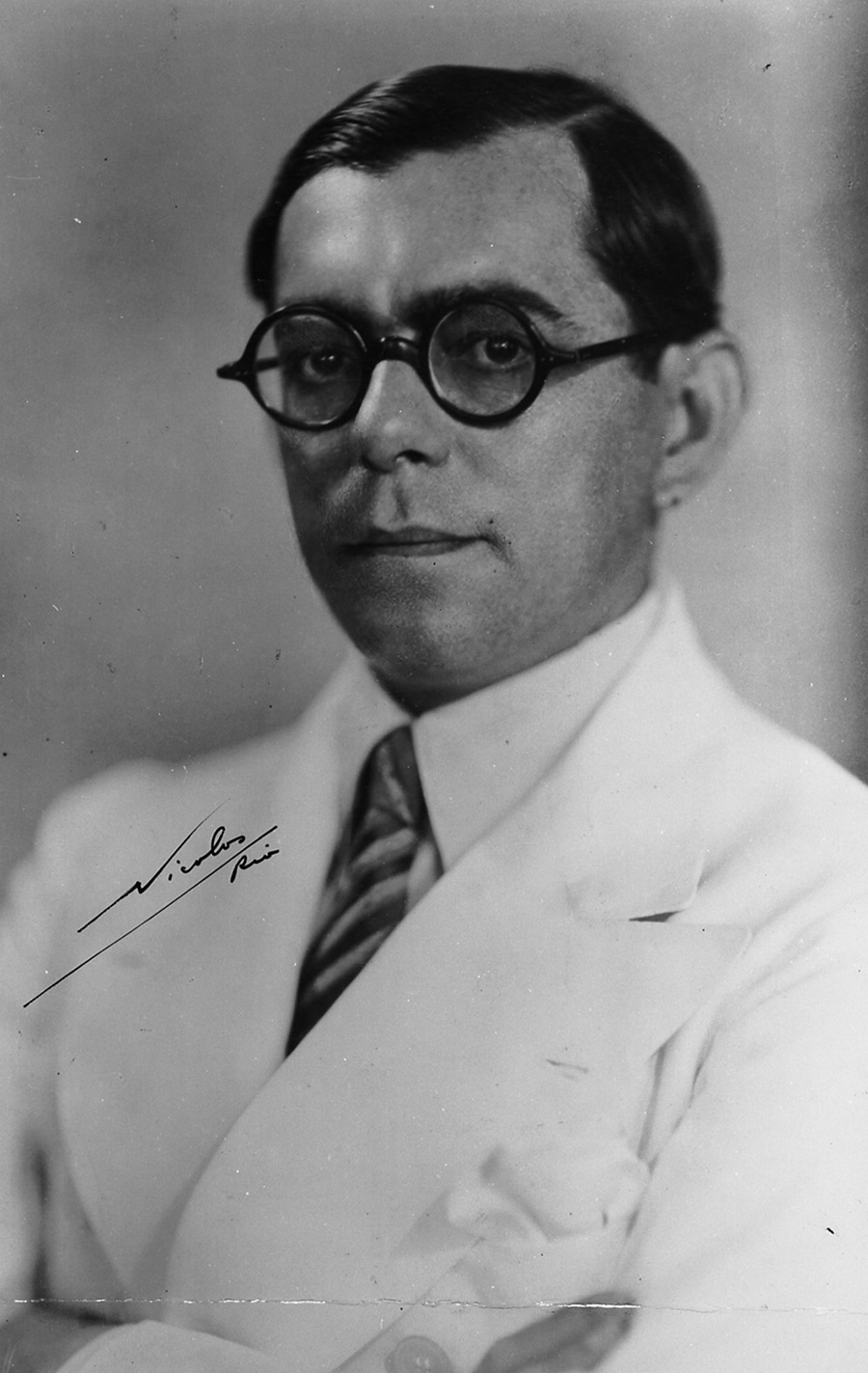
Francisco Luís da Silva Campos

Das Bildungssystem musste sich nun auch auf die Ausbildung geschulter Arbeiter konzentrieren, anstatt lediglich auf die Bildung einer intellektuellen Elite.
Eine Reihe von Dekreten zur Regulierung des Bildungswesens wurde unter dem Namen des ersten Inhabers des neuen Ministeriums bekannt: Die Francisco-Campos-Reform von 1931. Wesentlich in Hinblick auf die Sekundarstufe war bei der Reform die Anerkennung des Ausbildungscharakters dieser Bildungsstufe im Gegensatz zum Vorbereitungscharakter auf die Hochschulbildung und der damit verbundenen Zugänglichkeit lediglich für die Elite.

„A sua finalidade exclusiva não há-de ser a matrícula nos cursos superiores; o seu fim, pelo contrário, deve ser a formação do homem para todos os grandes setores da atividade nacional, construindo no seu espírito todo um sistema de hábitos, atitudes e comportamentos que o habilitem a viver por si mesmo e a tomar em qualquer situação as decisões mais convenientes e mais seguras. Muito de propósito atribuo ao ensino secundário a função de construir um sistema de hábitos, atitudes e comportamentos, ao invés de mobiliar o espírito de noções e de conceitos, isto é, dos produtos acabados, com os quais a indústria usual do ensino se propõe a formar o stock dos seus clientes.“

„Ihr einziger Zweck sollte nicht darin bestehen, Studenten in Hochschulkurse einzuschreiben; 
Vielmehr sollte sie darauf abzielen, den Menschen für alle wichtigen Bereiche der nationalen Tätigkeit auszubilden und in seinem ganzen Geist ein System von Gewohnheiten, Einstellungen und Verhaltensweisen aufzubauen, das ihn in die Lage versetzt, selbständig zu leben und in jeder Situation die angemessensten und sichersten Entscheidungen zu treffen. 
Ganz bewusst weise ich der Sekundarstufe die Aufgabe zu, ein System von Gewohnheiten, Einstellungen und Verhaltensweisen aufzubauen, anstatt den Geist mit Begriffen und Konzepten auszustatten, mit anderen Worten, mit den fertigen Produkten, mit denen die übliche Bildungsindustrie den Bestand ihrer Kunden aufbauen will.“

Die größten Veränderungen brachte die Reform für den Mathematikunterricht mit sich. Hier wurden modernisierende Ideen eingeführt, sodass die früheren Fächer Arithmetik, Algebra, Geometrie und Trigonometrie nun zu einem neuen Fach namens Mathematik vereint wurden. Der Unterricht zielte darauf ab, Fähigkeiten zum schnellen und aufmerksamen Entschluss und Handeln und die Entwicklung der Fähigkeit zum Verständnis und zur Analyse quantitativer und räumlicher Beziehungen zu fördern. Francisco Campos betonte darüber hinaus die Notwendigkeit, den geistigen Entwicklungsstand der Schüler und ihre Interessen beim Unterrichten im Blick zu behalten. Schüler sollten Entdecker und nicht passive Empfänger von Wissen sein. Deshalb empfahl die Reform, auf starres Auswendiglernen und die Präsentation fertiger Definitionen und Regeln zu verzichten. Stattdessen sollten Experimente und Konstruktionsaktivitäten den formalen Demonstrationen vorausgehen. Der Unterricht sollte von der Intuition ausgehen. Das Konzept der Funktion galt als „zentrale Unterrichtsidee“ angesehen, die zunächst intuitiv vorgestellt und dann schrittweise in den Klassenstufen entwickelt wurde.
Die Reform wurde in vielerlei Hinsicht angegriffen. Es fiel den Lehrern schwer, sich auf die neuen Vorschläge einzustellen. Zudem fehlten Lehrbücher, die den neuen Richtlinien entsprachen. Kritisiert wurde die Zusammenlegung der mathematischen Disziplinen und die Ausrichtung des Unterrichts. Ihrer Ansicht nach setzte der intuitive Charakter den Unterricht herab. Darüber hinaus wurden die klassischen Geisteswissenschaften verteidigt und die Fülle an Inhalten des Reformprogramms kritisiert.
Die sogenannte Gustavo-Capanema-Reform schuf durch verschiedene weitere Dekrete zwischen 1942 und 1946 wichtige industrielle und kommerzielle Bildungseinrichtungen, namentlich den SENAI (Serviço Nacional de Aprendizagem Comercial „nationaler Ausbildungsdienst für die Industrielehre“) und der SENAC (Serviço Nacional de Aprendizagem Industrial „nationaler Ausbildungsdienst für die Handelslehre“) sowie standardisierte industrielle, kommerzielle, primäre, sekundäre, Lehrerausbildungs- und landwirtschaftliche Schulen.
Das Lei Orgânico do Ensino Secundário („Organisches Gesetz über das Sekundarschulwesen“) von 1942 gliederte die Sekundarstufe in zwei Zyklen: eine vierjährige Mittelschule und eine dreijährige Oberschule mit einem klassischen und einem wissenschaftlichen Wissensbereich. Neben einer Lehrerausbildung, die Lehrer für die Grundschule ausbildete, wurde ein sekundärer fachlich-beruflicher Zweig geschaffen, der in Industrie, Handel und Landwirtschaft unterteilt war. Ziel dieser Reformen war ein zentralisierender und dualistischer Charakter. Die Sekundarstufe, die für die Elite bestimmt war, sollte von der Berufsausbildung für die unteren Klassen getrennt werden, da nur Absolventen der Sekundarschule das Recht hatten, sich für die Hochschulbildung zu bewerben. Das Gesetz wurde von einem Ministerialerlass vom 17. Juli 1942 begleitet, in dem der Lehrplan der Fächer festgelegt wurde. Diese Verordnung enthielt, anders als die Francisco-Campos-Reform, lediglich eine Auflistung der Inhalte ohne methodische Hinweise zur Behandlung der verschiedenen Themen.
In der Vargas-Ära begann in Brasilien die spezifische Ausbildung von Lehrern für die Sekundarstufe bis hin zur Hochschulbildung. 1934 wurden an der Faculdade de Filosofia, Letras e Ciências Humanas da Universidade de São Paulo („Fakultät für Philosophie, Wissenschaft und Künste an der Universität von São Paulo“) die ersten Studiengänge eingerichtet. Im Jahr 1939 wurde die Universität des Bundesdistrikts, die Lehrer für alle Sekundarschulfächer ausbildete, aus politischen Gründen aufgelöst und in die Universität von Brasilien integriert. Anschließend wurde aus der bereits bestehenden Faculdade de Filosofia, Ciências e Letras do Rio de Janeiro („Fakultät für Philosophie, Naturwissenschaften und Künste von Rio de Janeiro“) die Faculdade Nacional de Filosofia („Nationale Fakultät der Philosophie“) gegründet, die mit der Ausbildung von Mathematiklehrern für die Sekundarstufe begann. Dabei richtete sich das Ausbildungsmodell nach dem der Universität von São Paulo. Alle Kurse waren nach dem „3 + 1 Modell“ aufgebaut: In den ersten drei Jahren konzentrierte sich das Studium auf die fachspezifische Ausbildung, im vierten Jahr erfolgte die notwendige Ergänzung der pädagogischen Fächer (Allgemeine Didaktik, Fachdidaktik, Pädagogische Psychologie, Schulverwaltung, Biologische Grundlagen der Bildung und Soziologische Grundlagen der Bildung). Dieses Modell wurde in Brasilien führend. Bis heute ist die Trennung der spezifischen Inhalte und der pädagogischen Ausbildung der Lehrkräfte in den Bildungseinrichtungen verankert.

### Die vierte Republik (1946–1964) und die Militärdiktatur (1964–1985)
Ab den 1950er Jahren wirkte sich der Wandel der wirtschaftlichen, sozialen und kulturellen Bedingungen Brasiliens sowie die Möglichkeit des Zugangs zur Schule auf das Bildungssystem aus. Veränderungen in der Funktionsweise und den Zielen der Institutionen wurden nötig. Auch Schüler der unteren Schichten, die bereits seit langem das Recht auf Schulbildung einforderten, wurden nun miteinbezogen. So kam es zu einer Demokratisierung der Schule. Durch die Aufnahme von Kindern aus der Arbeiterklasse stieg die Zahl der Schüler in den Primar- und Sekundarschulen stieg enorm an. Somit veränderten sich die schulischen und pädagogischen Bedingungen sowie die kulturellen Bedürfnisse und Anforderungen erheblich.
Ende der 1950er Jahre fanden die ersten nationalen Lehrerkongresse in Brasilien statt.
Infolge der Veränderung der Richtlinien des Mathematikunterrichtes wurden in mehreren Bundesstaaten Gruppen von Lehrern ausgebildet, die andere Lehrer in diesen Richtlinien unterrichten sollten. In den 1950er und 1960er Jahren kam es zu mehreren Kongressen, die sich mit der Modernisierung der Mathematik beschäftigten. Diese Ideen stehen im Zusammenhang mit einer europäischen und amerikanischen Bewegung. Diese wollte die Wertschätzung für wissenschaftliche Bildung erhöhen. Geboren war sie aus der Zeit beschleunigter technologischer Innovation und der Notwendigkeit, Wissenschaftler und Fachkräfte auszubilden.
Zwischen den 1930er und 1960er Jahren nahm die Nachfrage an Lehrern stärker zu als die Zahl der Studiengänge. Gemäß der Daten des Bildungsministeriums hatten 1957 nur 16 % aller Sekundarschullehrer einen Hochschulabschluss. Da in dieser Zeit das Bildungswesen stark expandierte, wurde 1953 die Campanha de Aperfeiçoamento e Difusão do Ensino Secundário („Kampagne für die Verbesserung und Verbreitung der Sekundarschulbildung“) ins Leben gerufen. Diese förderte vor allem in den 1960er und 1970er Jahren in vielen Bundesstaaten Notkurse zur Ausbildung von Lehrern. Diese fanden in den Sommer- und Winterferien statt und sollten die bereits tätigen Lehrer auf eine Eignungsprüfung vorbereiten. Auch nach Auslaufen der Kampagne wurden weiterhin ähnliche Kurse angeboten, um Lehrer zu unterstützen, die in ländlichen Gebieten abseits der städtischen Zentren mit konsolidierter Universitätsausbildung lebten und arbeiteten.

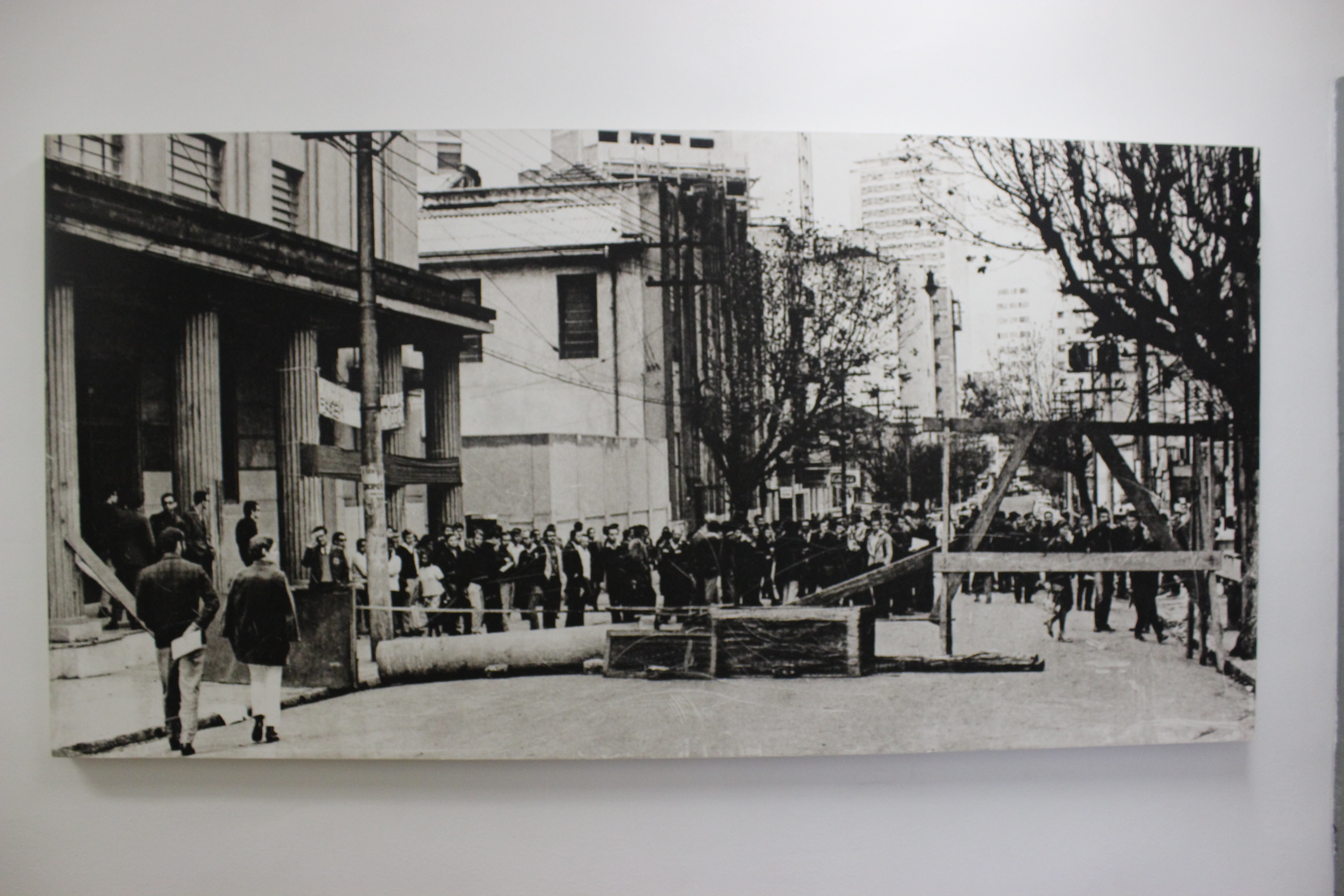
Studenten der Universidade de São Paulo protestieren gegen die Militärdiktatur (2. Oktober 1968)

Während der Zeit der Militärdiktatur kam es zu einer starken Expansion privater Einrichtungen, die damit begann, Lehramtsabschlüsse zu verleihen. Defizite der ab 1968 eingeführten schnelleren Studiengänge, die die dringende Nachfrage decken sollten, trugen zum langanhaltenden Defizit des Fachs in den brasilianischen Sekundarschulen.
Insbesondere ab den 1960er Jahren zeigte sich ein enormer politischer Wille, das große Netz föderaler Universitäten auszubauen. Die 1964 errichtete Militärdiktatur förderte die Investition in die wissenschaftliche Bildung als Teil eines Entwicklungsprojektes oder Ideologie. Hohe Budget wurden zum Ausbau des Hochschulsystems zur Verfügung gestellt. Der Grund dafür lag vor allem im Bestreben, durch die Ausbildung von Führungskräften die wirtschaftliche Entwicklung weiter voranzutreiben.
Darüber hinaus wurde ein hervorragendes Postgraduiertenprgramm nach US-amerikanischem Vorbild geschaffen. So gelang es, von den veralteten Strukturen abzurücken.
In den 1960er Jahren nahm die Produktion von Schulbüchern stark zu, sodass sich die modernistischen Ideen nahezu unmittelbar auf den Unterricht auswirkten und auch die ländlichen Regionen Brasiliens erreichten.
Ab 1971 wurden an den Universitäten Aufbaustudiengänge in Mathematik angeboten.

### Demokratie (seit 1985)
Ab 1987 wurden in mehreren Bundesstaaten spezifische Aufbaustudiengänge im Mathematikunterricht auf Fach-, Master- und Doktoratsebene angeboten.

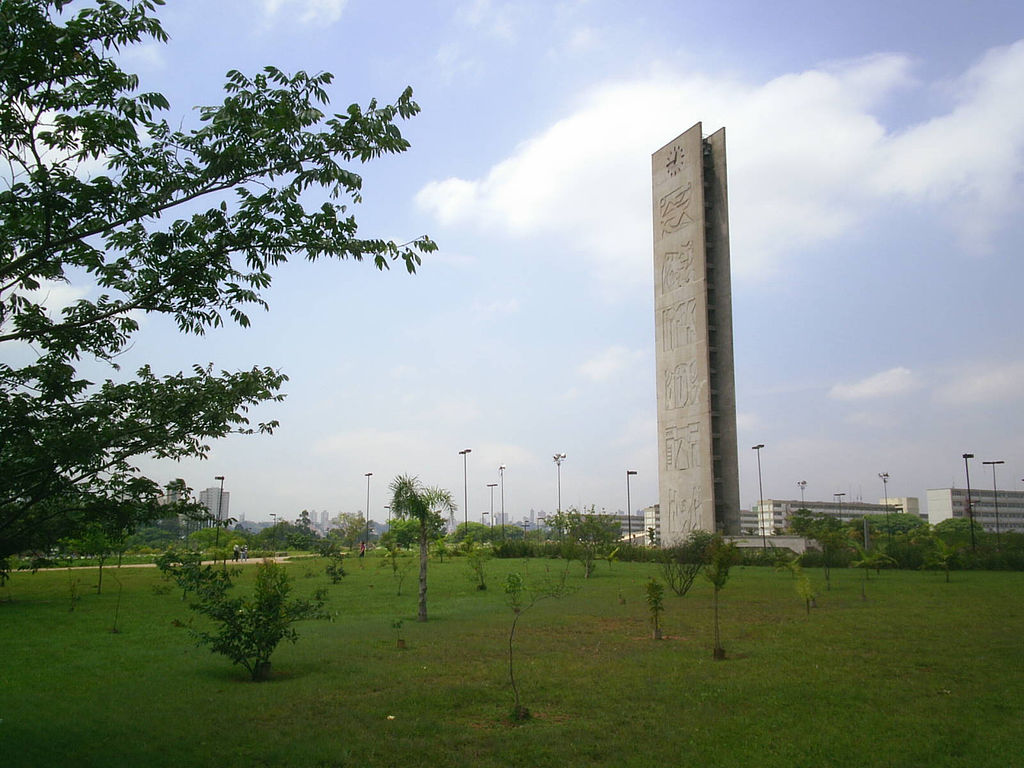
Uhrenturm auf dem Campus der Universidade de São Paulo

Der wachsende Bedarf an Bildungsangeboten für eine wachsende Bevölkerung und die Urbanisierung des Landes führten bereits seit den 1930er Jahren zur kontinuierlichen Schaffung von Kursen und Programmen zur Ausbildung von Lehrern an verschiedenen Orten. Dabei spiegelt sich die Weite des Landes und die physische, menschliche, wirtschaftliche, politische, soziale und kulturelle Vielfalt in der Verfügbarkeit des Lehrerausbildung ebenso wider wie die zahlreichen Änderungen der Bildungsgesetze auf kommunaler, bundesstaatlicher und nationaler Ebene sowie die geographischen Ungleichheiten. Während in Teilen der südöstlichen und südlichen Bundesstaaten von den 1930ern bis zu den 1960er Jahren die Einrichtung und Durchführung von Studiengängen erfolgte und diese somit seit langem verfestigt sind, ist diese Entwicklung im mittleren Westen, Nordosten und Norden verhältnismäßig jung. Noch heute ist mancherorts der Bedarf an akademisch qualifizierten Lehrern groß. Das Projekt Mapeamento da Formação e Atuação de Professores que ensinam/ensinaram Matemática no Brasil („Kartierung der Ausbildung und Leistung von Mathematiklehrern in Brasilien “) seit 2002 zeigte, dass die Ausbildung und Praxis von Mathematiklehrern in Brasilien in hohem Maße vom Ort abhängig ist. Dabei haben sich vor allem drei Merkmale herauskristallisiert: Der Mangel, die Dringlichkeit und die Diskontinuität der Maßnahmen zur Ausbildung von Mathematiklehrern.
Wenn auch das Hochschulsystem weit entwickelt war, fehlte es nach wie vor an Qualität in der Primar- und Sekundarstufe, sodass das System schließlich ins Straucheln geriet. Zwei Jahrzehnte lang stagnierten die Einschreibungen an den Universitäten. Da die entsprechende Qualifikation fehlte, gab es nicht mehr mögliche Studenten. Diese Blockade begann bereits in der Primarbildung, die von der Hälfte der Schüler nicht abgeschlossen wurde, sodass nur wenige Schüler die Sekundarschule besuchen konnten. Das hinderte den Fortschritt. In der Zwischenzeit wuchs die Nachfrage nach Menschen mit höherer Schulbildung, was zu einem seismischen Beben führte, das in den frühen 1990er Jahren begann und sich im Laufe der Zeit beschleunigte. Die Kombination der modernen, anspruchsvollen Wirtschaft, Eltern und Schülern, die diese Veränderungen verstanden, und Führungspersönlichkeiten die das sich verändernde Klima erkannten, führte zu einer neuen Art der Veränderung im brasilianischen Bildungssystem: Je niedriger das Niveau, desto mehr verbesserte es sich. Die größten Umbrüche fanden in der Primarbildung statt. Dadurch begann auch das Sekundarschulwesen zu wachsen und sich zu verändern. Das Hochschulwesen hingegen veränderte sich nur langsam.
So erlebte das Bildungssystem in den 1990er Jahren große Entwicklungssprünge. Hinzu kam, dass das Bewusstsein für die Notwendigkeit von Bildung in der breiten Masse der Gesellschaft angekommen war. So verließen immer weniger Schüler auch bei Misserfolgen und Wiederholungen von Klassenstufen die Primarbildung. Eine Vielzahl von Schulabbrechern bemühte sich, den Schulabschluss nachzuholen. Auch bei Wahlkampagnen zählte die Bildung zu Beginn des neuen Jahrtausends zu den Kernthemen. So veränderte sich das Bildungssystem auch durch Druck von Seiten der Gesellschaft, die erkannt hat, dass die Wirtschaft gut gebildetes Personal benötigt und entsprechende Forderungen ans Bildungssystem stellt.

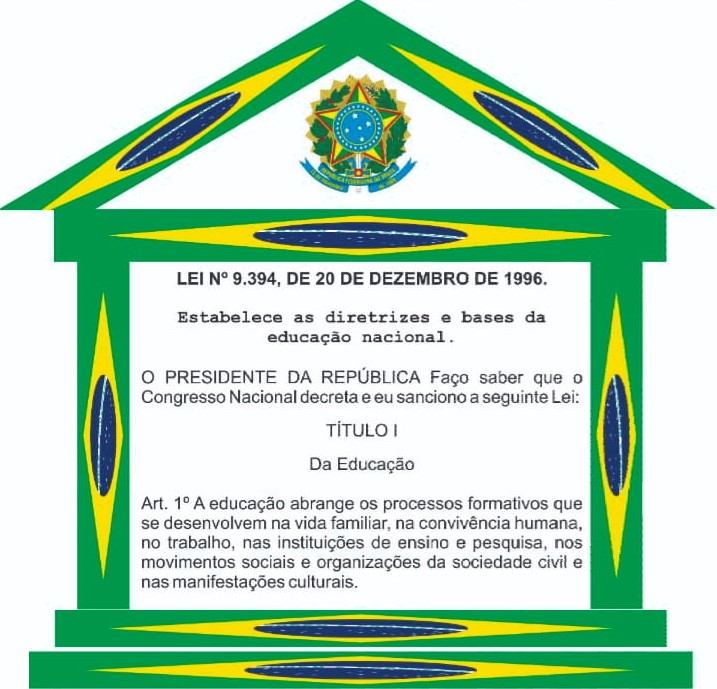
Poster mit dem ersten Artikel des Lei de Diretrizes e Bases da Educação

Im Jahr 1996 wurde das Lei de Diretrizes e Bases da Educação Nacional („Gesetz über die Richtlinien und Grundlagen der nationalen Bildung“) erlassen. Es enthält die wichtigsten Parameter im Zusammenhang mit dem Bildungswesen des Landes, einschließlich der Struktur. 1997 bis 1998 wurden die Parâmetros Curriculares Nacionais para o Ensino Fundamental (Nationale Lehrplanparameter für die Primarbildung) veröffentlicht. wenig später folgten ähnliche Vorschläge für die Sekundarschule, die Jugend- und Erwachsenenbildung und die indigene Bildung. Am 6. April 2017 wurde der Base Nacional Comum Curricular („Gemeinsamer Nationaler Kernlehrplan“) erstellt, der alle Grundbildungsfächer in Brasilien umfasst und ab 2020 endgültig umgesetzt werden sollte. Er wurde von Pädagogen stark kritisiert. Verwiesen wird dabei auf die Unvollständigkeit und Widersprüche zwischen dem eingeführten Diskurs und den spezifischen Fähigkeiten, sowie kritisiert, dass einige Themen sehr vereinfacht dargestellt werden und Forschungsergebnisse nicht berücksichtigt werden.
Während die Parâmetros Curriculares Nacionais allgemeine Richtlinien enthalten, legt der Base Nacional Comum Curricular die in jedem Schuljahr zu behandelnden Inhalte im Detail fest.
Der FUNDEF (Fundo de Manutenção e Desenvolvimento do Ensino Fundamental e de Valorização do Magistério „Fonds für die Erhaltung und Entwicklung der Parimarbildung und die Aufwertung des Lehrerberufs“) erwies sich als eines der wichtigsten Instrumente für mehr Gerechtigkeit im Bildungswesen. Durch ihn stiegen die Ausgaben im Nordosten um 89 %, sodass die Lehrergehälter um 50 % angehoben werden konnten. Kurz nach Einführung des Gesetzes im Jahr 1996 stiegen die Einschulungszahlen um 6 % und es wurden 153.000 neue Lehrerstellen geschaffen.
In den 2000er Jahren wurden die Lehramtsstudiengänge sowohl auf Bachelor- (graduação) als auch auf Masterlevel (pós-graduação) erheblich ausgeweitet. Wichtiges Beispiel dafür sind die Fernstudiengänge an der Universidade Aberta do Brasil („Offene Universität Brasiliens“), die von der brasilianischen Regierung finanziert werden. Während der Regierung Bolsonaros kam es durch zu Haushaltskürzungen und politischer Verfolgung von Bildungseinrichtungen zu schweren Rückschlägen bei der Sekundarschulbildung und der Lehrerausbildung.
Anfang des neuen Jahrtausends wurden gewagte Programme zur ação afirmativa eingeführt. Dies führte zu einer diverseren Schülerschaft in der höheren Bildung, jedoch überwiegend in Programmen mit niedrigerem Prestige bzw. niedrigerer Qualität.
Im Jahr 2006 wurde ein Gesetz verabschiedet, das zum Jahr 2010 hin die Primarbildung von 8 auf 9 Jahre verlängerte. Die Schule beginnt seitdem ein Jahr früher, im Alter von 6 Jahren. Dies soll den Kindern mehr Zeit geben, um Lesen und Schreiben zu lernen und vor allem Schülern mit geringem elterlichen Einkommen zugutekommen.
Eine der größten Anforderungen an das Bildungswesen und die Verbesserung des Unterrichts besteht heute in der Ausbildung von Lehrern, die einer großen und vielfältigen Bevölkerung gerecht werden sowie der Schaffung eines fairen Bildungssystems.

### Covid-Pandemie
Im Zuge der Covid-Pandemie wurden die brasilianischen Schulen von März bis Dezember 2020 für den Präsenzunterricht geschlossen. Ab Januar 2021 öffneten sie teilweise wieder. Insgesamt kam es zu 38 Wochen völliger und etwa 40 Wochen partieller Schulschließung. Beginn und Länge der Schließungen variierten dabei signifikant, da jeder Bundesstaat seine eigenen Richtlinien machen konnte.
Über 95 % der Schulen sorgten für eine Form des Onlinelernens. Dabei ist zu beachten, dass im Jahr 2019 etwa 39 % der Schüler von öffentlichen Schulen keinen Zugang zu einem Computer oder Tablet zu Hause hatte. An Privatschulen betrug die Rate 9 %. Während der Pandemie griffen dadurch 21 % der Schüler öffentlicher Schulen übers Smartphone auf das Internet zu, während es an Privatschulen nur 3 % waren. Schüler und Eltern berichteten von Problemen mit dem Internetzugang während des Lockdowns. Der inadäquate Zugang zur Technologie und der Mangel an familiärer Unterstützung führte zu einer geringen Beteiligung am Onlineunterricht. Nur etwa 36 % der Abschlussklassen nahmen aktiv am Onlineunterricht teil, 53 % überhaupt nicht. Nur der Zugang zum Unterricht reichte nicht aus. Die Schüler benötigten familiäre Unterstützung und einen adäquaten Lernort. Ersteres fehlte vielen Schülern. Einige Schulen entwickelten deshalb eine Kein-Internet-Strategie. Sie druckten das Material aus oder übertrugen es im Fernsehen. Jedoch fehlt in vielen Familien mit niedrigem Einkommen auch der Zugang zu einem Fernsehen. Im Jahr 2019 hatten 34 % der Haushalte in der Região Nordeste keinen Zugang zu einem Fernsehen. Somit waren diese Bildungsprogramme für viele Schüler der Region unerreichbar.
Im Mai 2020 haben 26 % aller Schüler von öffentlichen Schulen keine Tätigkeiten ihrer Schule erhalten. Interviews ergaben, dass neben dem Internetzugang (23 %) die größten Probleme bei inhaltlichen Schwierigkeiten (20 %), fehlenden Endgeräten (15 %) und mangelndem Interesse (15 %) lagen. Bereits 31 % der Eltern befürchteten, dass ihr Kind die Schule abbrechen würde. Im Juni desselben Jahres hatte sich die Situation dahingehend verbessert, dass mehr Schüler in Kontakt mit ihren Lehrern standen und sie sich beim Erarbeiten mehr Mühe gaben. Dennoch gaben 61 % an, Schwierigkeiten zu haben, eine Arbeitsroutine zu entwickeln.
Überraschenderweise zeigte eine Studie, dass in Brasilien insbesondere die Schüler aus ökonomisch privilegierten Verhältnissen mit Lernverlusten zu kämpfen haben. Dies deutet auf die tiefgreifende Ungleichheit im Schulsystem hin.
Die Pandemie verschärfte viele der strukturellen Herausforderungen im Bildungssystem.

## Bildungssystem
In Brasilien gibt es eine kostenlose und verpflichtende educação básica („Basisbildung“) für Kinder und Jugendliche von vier bis siebzehn Jahren, die in die Vorschule (pré-escola), Primarbildung (ensino fundamental) und Sekundarschule (ensino médio) unterteilt ist.

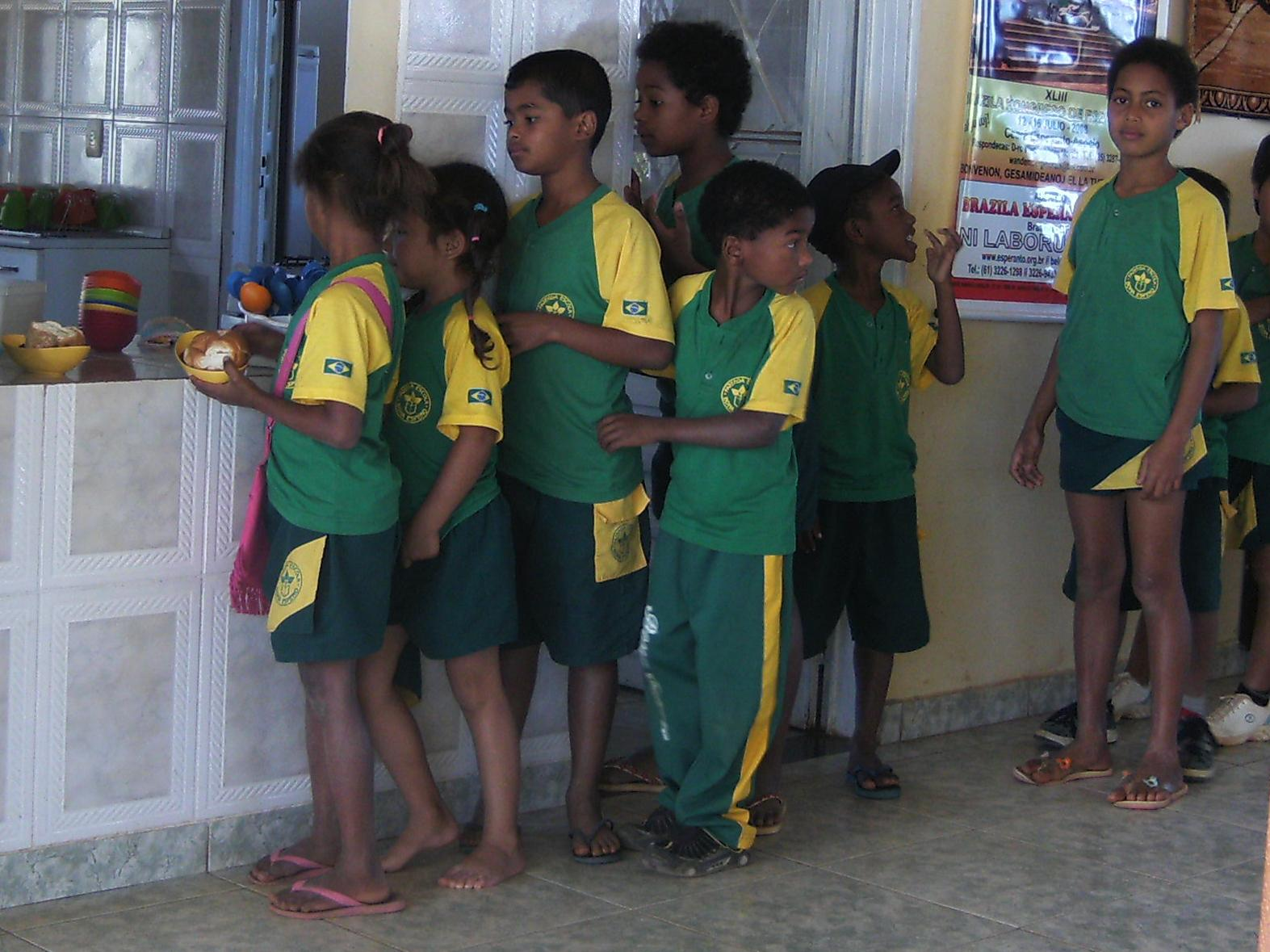
Kinder in Schuluniform an der Schule Bona Espero in Alto Paraíso de Goiás

Darüber hinaus sichert das Gesetz einen kostenlosen Zugang zur Primar- und Sekundarschulbildung für Menschen, die diese nicht im vorgesehenen Alter abgeschlossen haben. Abendunterricht wird an die Bedingungen der Schüler, auch mögliche berufliche Tätigkeit angepasst.
Der Besuch einer privaten Schule kostet im Durchschnitt zwischen 300 und 2000 R$ monatlich (ca. 54 bis 360 €), jedoch gibt es auch günstigere und teurere Einrichtungen. Die teuerste Privatschule (Avenues: The World School, São Paulo) verlangt Stand 2024 ein monatliches Schulgeld von mehr als 14.000 R$ (ca. 2500 €). Die durchschnittlichen Kosten variieren zwischen den einzelnen Bundesstaaten und den Bildungsniveaus.
Das Schuljahr beginnt im Februar und endet im Dezember. Im Juli gibt es zwei- bis dreiwöchige Sommerferien. Für gewöhnlich findet der Unterricht montags bis freitags entweder vormittags (etwa 7 bis 12 Uhr) oder nachmittags (etwa 13 bis 18 Uhr) statt. Es gibt 5 bis 6 Stunden von jeweils etwa 50 Minuten Dauer und eine ca. 30-minütige Pause. Üblicherweise werden Schuluniformen getragen, die jedoch häufig lediglich aus einer Jeans und einem T-Shirt mit Schullogo bestehen.
Während die Kluft zwischen den Geschlechtern in der Bildung zunehmend Frauen begünstigt, ist die Situation auf Arbeitsmarkt umgekehrt.
Die Koordination der beruflichen und technologischen Bildungspolitik liegt in der Hand des SETEC (Secretaria de Educação Profissional e Tecnológica „Ministerium für technische und berufliche Bildung“), das zum MEC gehört. Es soll Strategien, Programme und Maßnahmen für die berufliche und technische Bildung (Educação Profissional e Tecnológica, EPT) formulieren, umsetzen, überwachen, bewerten und einführen. Es ist außerdem für die Entwicklung und Koordination der Qualität und Organisation der EPT verantwortlich. Dazu gehört bspw. die Entwicklung und Aktualisierung von nationalen Empfehlungen und Richtlinien, die mit dem Anforderungen des nationalen Bildungsplans, den sozialen Anforderungen und den lokalen Produktionsvereinbarungen übereinstimmen, sowie die Maßnahmen zur beruflichen Zertifizierung von Arbeitnehmern und die Entwicklung von Lehr-, Bewertungs- und Managementmobellen für die Berufsbildungseinrichtungen.

### Frühkindliche Bildung (educação infantil)
Die frühkindliche Bildung umfasst insgesamt 5 Jahre. Sie ist unterteilt in die creche („Kindergarten“, „Kinderkrippe“, „KiTa“), die bis zum Alter von drei Jahren besucht wird, und die pré-escola („Vorschule“) für Kinder im Alter von vier und fünf Jahren. Davon ist jedoch nur die pré-escola verpflichtend.
Die Einschreibung von Kindern jünger als drei Jahren in frühkindlicher Bildung hat in den letzten Jahren merklich zugenommen. Von 10 % im Jahr 2012 stieg sie 5 Jahre später auf 23 %. Unter drei bis fünfjährigen Kindern stieg sie im selben Zeitraum von 60 % auf 84 %. Fünf- bis sechsjährige Kinder nehmen die Bildungsangebote nahezu flächendeckend in Anspruch.
Etwa 72 % der Kinder besuchen eine öffentliche Einrichtung. Der Betreuungsschlüssel beträgt dort 18 Kinder auf eine Lehrkraft und liegt damit um 2 Kinder höher als in den privaten Einrichtungen. Zwar benötigen Lehrer einen Bachelorabschluss, um im Bereich der frühkindlichen Bildung zu unterrichten, jedoch greift Brasilien stark auf Hilfslehrer zurück, die nur einen Abschluss der Sekundarschule benötigen. In den creches sind rund 40 % des Personals Hilfslehrer. Dadurch kann der Betreuungsdurchschnitt von 14 Kindern pro Lehrer auf 8 Kinder pro Mitarbeiter gesenkt werden.
Ziel der frühkindlichen Bildung als erste Stufe der Basisbildung ist „o desenvolvimento integral da criança de até 5 (cinco) anos, em seus aspectos físico, psicológico, intelectual e social, complementando a ação da família e da comunidade“.
Nach Art. 31 des LDB organisiert sich die frühkindliche Bildung an folgenden Regeln:
- Bewertung durch Beobachtung und Erfassung der Entwicklung der Kinder, ohne das Ziel der Förderung, auch für den Zugang zur Primarbildung
- ein jährliches Arbeitspensum von mindestens 800 Stunden, verteilt auf mindestens 200 Tage pädagogischer Arbeit
- Mindestkinderbetreuung pro Tag von 4 Stunden bei Teilzeit und 7 Stunden bei Vollzeit
- Anwesenheitskontrolle durch die vorschulische Bildungseinrichtung, die eine Mindestanwesenheit von 60 % der Gesamtstunden verlangt
- Ausstellung einer Dokumentation, die die Entwicklung und den Lernprozess des Kindes bescheinigt

### Primarbildung (ensino fundamental)

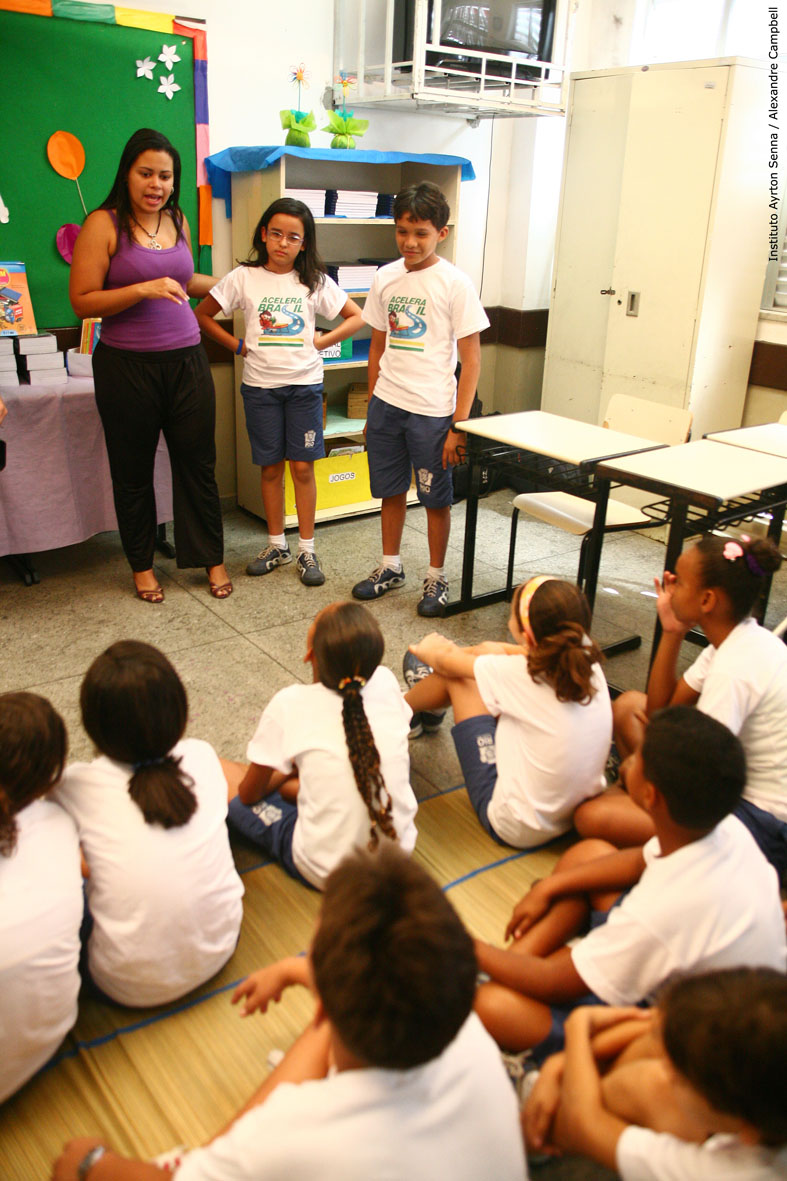
Schüler der Escola Professor Paulo Freire in Rio de Janeiro nehmen am Programm „Acelera Brasil“ teil.

Der Zugang zur Primarbildung ist ein verfassungsmäßiges Recht. Die verpflichtende Primarbildung dauert neun Jahre lang und startet im Alter von 6 Jahren. Gegliedert wird sie dabei in 9 anos („Jahre“) oder 8 séries („Klassen“) mit vorausgehender classe de alfabetização („Alphabetisierungsjahr“). Eine vorzeitige Einschulung für Kinder, die nach dem vom staatlichen oder kommunalen Schulamt festgelegten Stichtag 6 Jahre alt werden, ist nicht möglich.
Ziel der Primarbildung ist die grundlegende Bildung des Bürgers durch:
- Entwicklung der Lernfähigkeit, wobei die Beherrschung des Lesens, Schreibens und Rechnens grundlegende Mittel sind
- Verständnis der natürlichen und sozialen Umwelt, des politischen Systems, der Technik, der Künste und der Werte, auf denen die Gesellschaft beruht
- Entwicklung der Lernfähigkeit im Hinblick auf den Erwerb von Kenntnissen und Fähigkeiten sowie die Herausbildung von Einstellungen und Werten
- Stärkung der familiären Bindungen, der Bande der menschlichen Solidarität und der gegenseitigen Toleranz, auf denen das gesellschaftliche Leben beruht

Die Primarbildung wird unterteilt in die anos iniciais („beginnende Jahre“) und anos finais („abschließende Jahre“). Die anos iniciais umfassen die ersten fünf der neun Jahre und werden von Kindern zwischen sechs und zehn Jahren besucht. Die anos finais umfassen die letzten vier Jahre für Schüler zwischen elf und vierzehn Jahren.

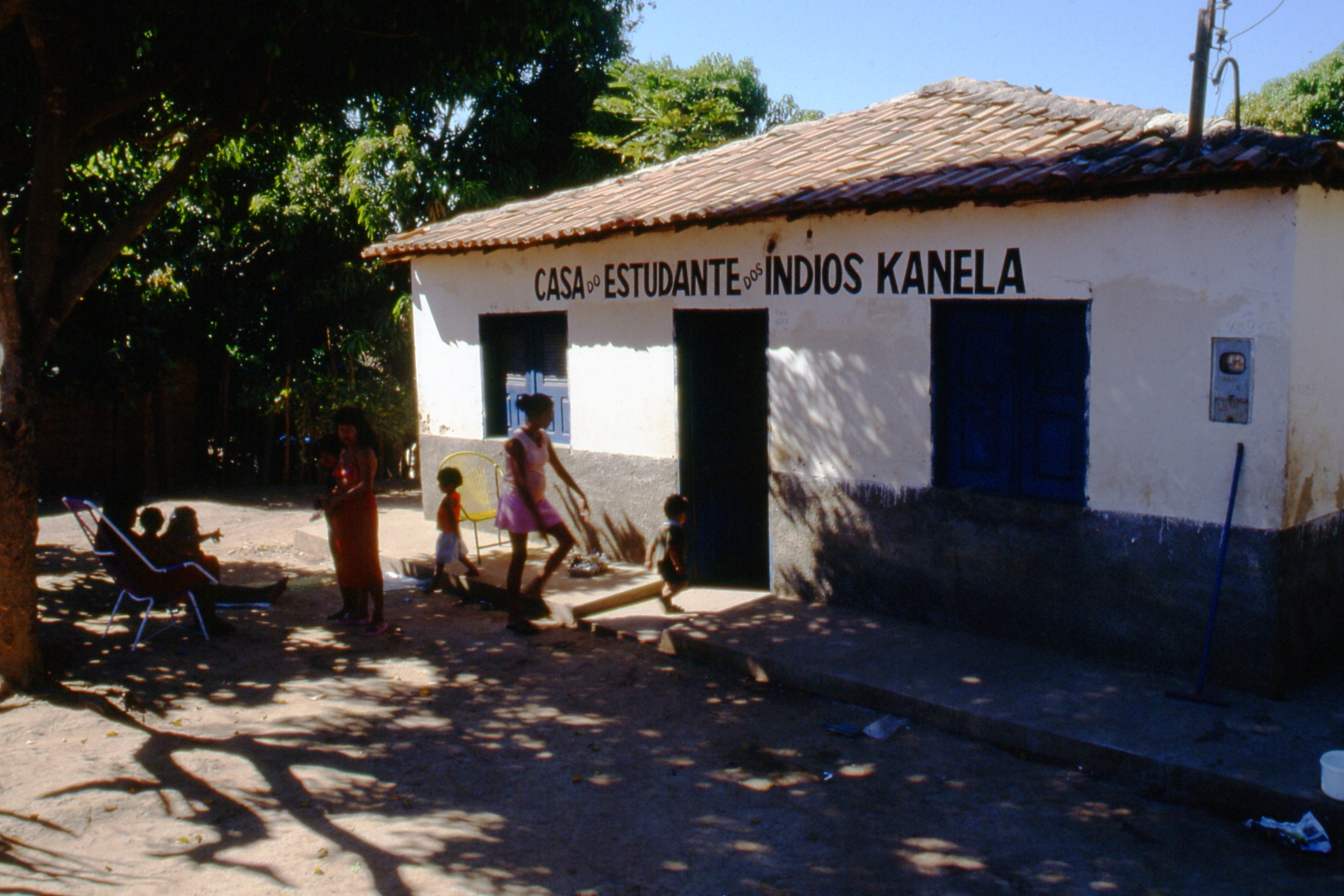
Schule im Canela-Dorf Ponto

Obwohl der Unterricht in portugiesischer Sprache erteilt wird, wird den indigenen Gemeinschaften die Verwendung ihrer Muttersprachen und ihrer eigenen Lernprozesse garantiert.
Ein Schultag in der Primarbildung umfasst mindestens vier Stunden effektiven Unterricht, wobei die Dauer des Schulbesuchs schrittweise verlängert wird. Von dieser Regel ausgenommen sind der Nachtunterricht und andere gesetzlich zugelassene alternative Organisationsformen des Unterrichts. Nach Ermessen der Bildungssysteme wird die Primarbildung schrittweise ganztägig unterrichtet.
Das SAEB (Sistema de Avaliação da Educação Básica „Bewertungssystem für die Basisbildung“) misst heute das Leistungsniveau.
Die Primarbildung bleibt das schwächste Glied des brasilianischen Bildungssystems.

### Sekundarschule (ensino médio)
Die Sekundarschule ist die letzte Stufe der Educação Básica. Ihre Mindestdauer beträgt drei Jahre und sie verfolgt folgende Ziele:

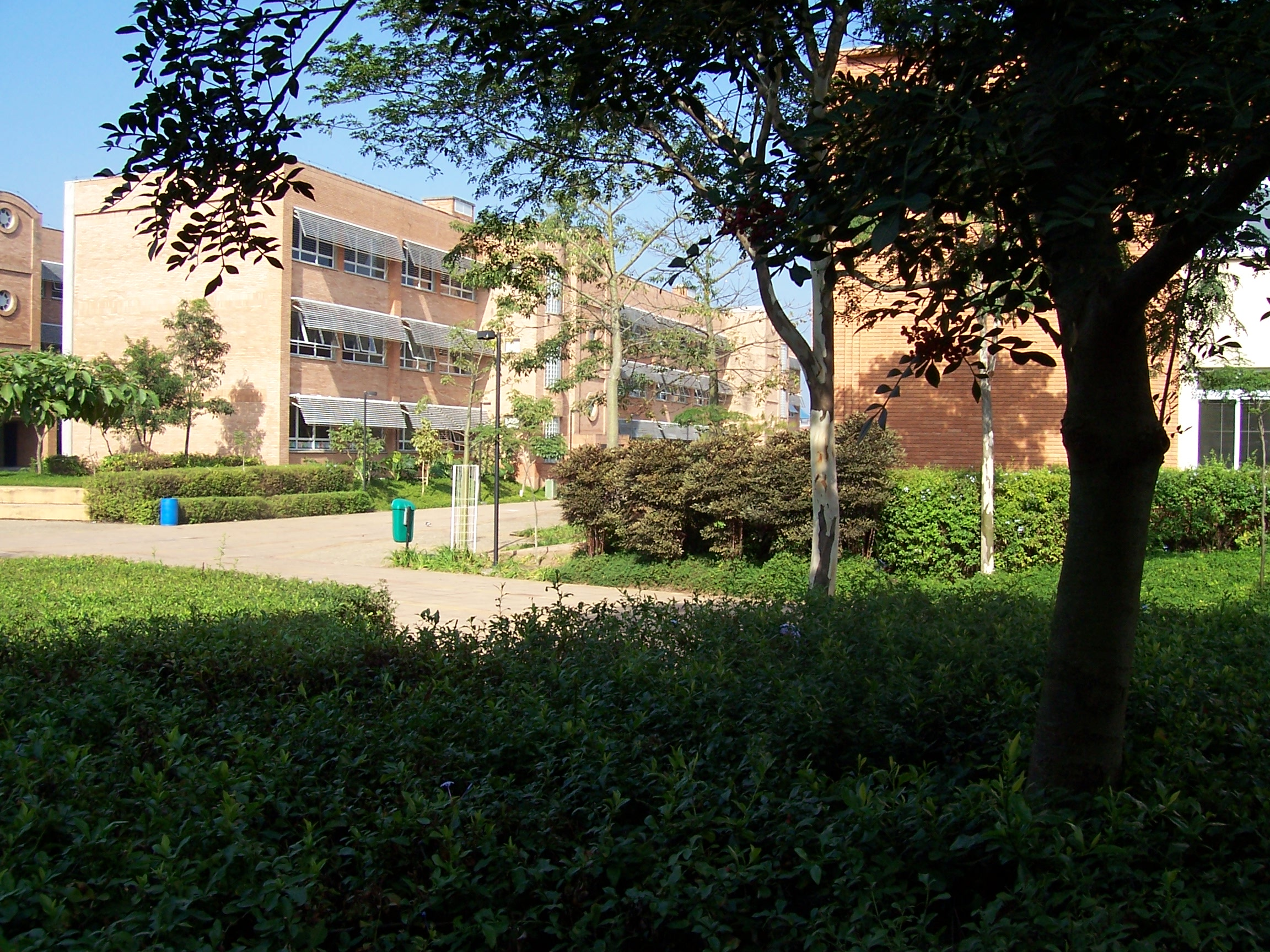
Colégio Humboldt, deutsche Auslandsschule in São Paulo

- Colégio Humboldt, deutsche Auslandsschule in São PauloKonsolidierung und Vertiefung der in der Primarbildung erworbenen Kenntnisse, um ein weiteres Studium zu ermöglichen
- die grundlegende Vorbereitung des Schülers auf das Berufsleben und die Staatsbürgerschaft, um weiter zu lernen, damit er sich flexibel an neue Berufs- oder Weiterbildungsbedingungen anpassen kann
- die Entwicklung des Schülers als Mensch, einschließlich der ethischen Ausbildung und der Entwicklung der intellektuellen Autonomie und des kritischen Denkens
- das Verständnis der wissenschaftlichen und technologischen Grundlagen der Produktionsprozesse und die Verbindung von Theorie und Praxis im Unterricht der einzelnen Fächer

Sie kann mit drei verschiedenen Abschlüssen abgeschlossen werden, die in Deutschland in der Regel als Mittlere Reife anerkannt werden:
- Ensino Médio de Formação Geral (auch: Ensino Médio regular: „reguläre allgemeinbildende Sekundarbildung“)
- Ensino Médio Técnico „Sekundarbildung mit berufsqualifizierender Ausbildung“
- Ensino Médio na Educação de Jovens e Adultos (EJA) „Sekundarbildung auf dem zweiten Bildungsweg“

Im Lehrplan werden folgende Wissensbereiche festgelegt: Sprachen, Mathematik, Naturwissenschaften, Geisteswissenschaften und angewandte Sozialwissenschaften. Er wird außerdem Unterricht in Sport, Kunst, Soziologie und Philosophie umfassen. Der Unterricht in Portugiesisch und Mathematik ist in allen drei Schuljahren verpflichtet. Indigenen Gemeinschaften wird der Gebrauch ihrer Sprachen garantiert. Das Erlernen der englischen Sprache ist obligatorisch, weitere Fremdsprachen, vorzugsweise Spanisch, können fakultativ angeboten werden. Für den Gesamtlehrplan der Sekundarschule wird der BNCC erweitert durch Lehrpläne die je nach Relevanz für den lokalen Kontext und den Möglichkeiten der Bildungssysteme gestaltet werden sollten, bspw. durch fachliche und berufliche Bildung oder angewandte Human- und Sozialwissenschaften.

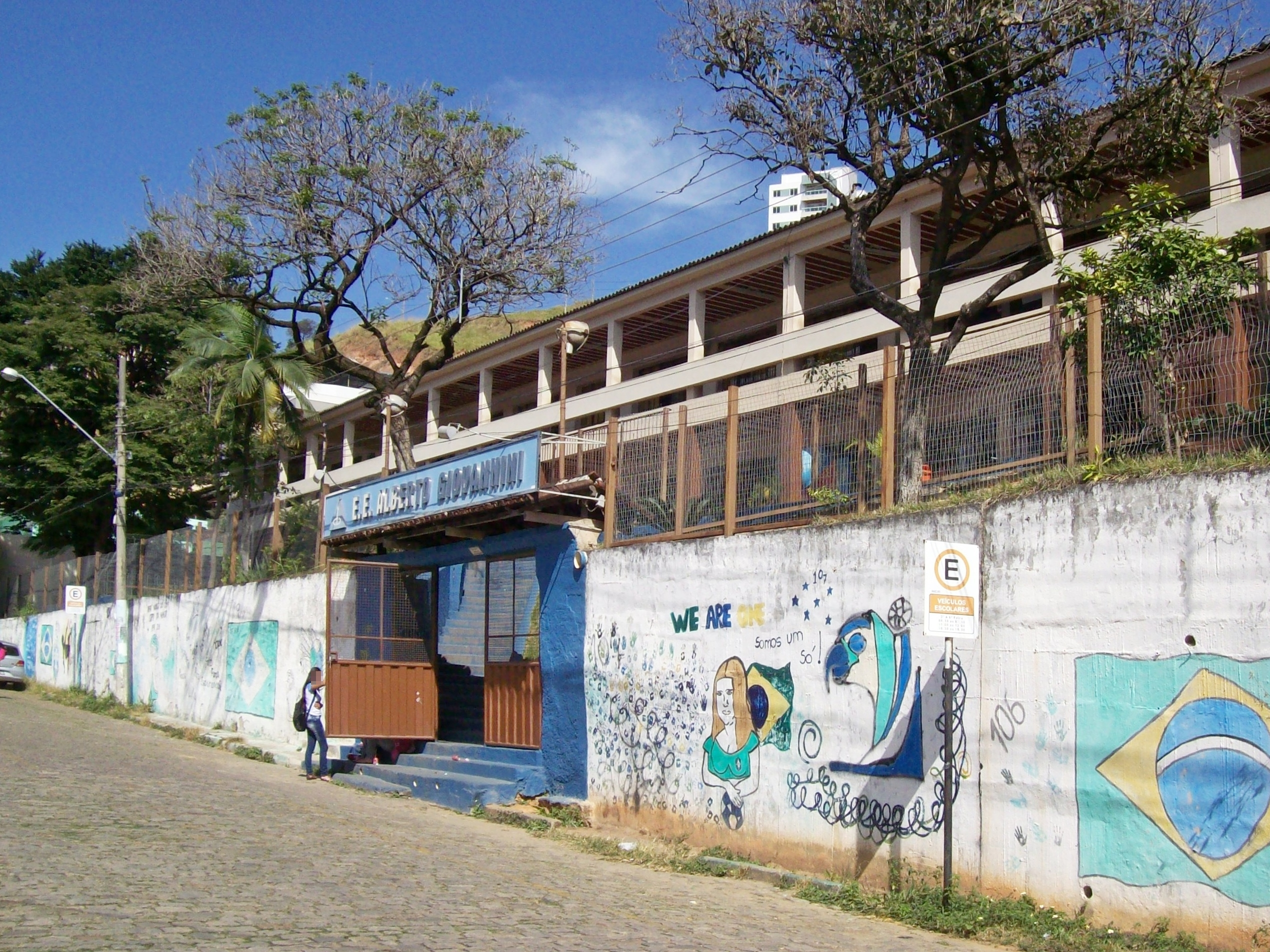
Eingang der Escola Estadual Alberto Giovannini in Coronel Fabriciano, Minas Gerais

Das Arbeitspensum für die Erfüllung des BNCC darf 1800 Stunden des vom Bildungssystem festgelegten Gesamtpensums der Sekundarschule nicht überschreiten.
Durch theoretische und praktische Aktivitäten, mündliche und schriftliche Test, Seminare, Projekte und Onlineaktivitäten werden die Inhalte, Methoden und Formen der Bewertung so organisiert, dass die Schüler am Ende der Sekundarschule die Beherrschung der wissenschaftlichen und technologischen Grundsätze, die die moderne Produktion bestimmen, sowie Kenntnisse der zeitgenössischen Formen der Sprache nachweisen können.
Sofern freie Stellen verfügbar sind, soll das Bildungssystem den Absolventen ermöglichen einen anderen Ausbildungsweg einzuschlagen.
Bei der Bereitstellung einer Ausbildung mit fachliche und beruflichem Schwerpunkt wird nach Ermessen des Bildungssystems folgendes berücksichtigt:
- die Einbeziehung praktischer Arbeitserfahrungen im produktiven Sektor oder in Simulationsumgebungen, die Einrichtung von Partnerschaften und gegebenenfalls die Nutzung von Instrumenten, die in den Rechtsvorschriften über die Berufsausbildung vorgesehen sind
- die Möglichkeit der Ausstellung von Zwischenzeugnissen über die berufliche Qualifikation, wenn die Ausbildung strukturiert und in Etappen mit Abschlüssen organisiert ist

Die Bildungseinrichtungen stellen ein Zeugnis mit nationaler Gültigkeit aus, das es dem Absolventen ermöglicht, ein Studium oder eine Ausbildungen anzuschließen, für die der Abschluss der Sekundarschule verpflichtend ist.
Aufgrund der enzyklopädischen Lernstruktur und dem primären Ziel, auf die Hochschulbildung vorzubereiten, gibt es im Bereich der Sekundarschule eine hohe Zahl von Schulabbrechern.

### Fachliche Ausbildung (ensino técnico)
Die Fachkurse dauern eineinhalb bis zwei Jahre. Neben theoretischem Unterricht gibt es unterricht im Labor und eine Ausbildung bzw. ein Praktikum in einem Unternehmen, sodass der Schüler beim Abschluss des Kurses einen Beruf hat.
Sisutec (Sistema de Seleção Unificada da Educação Profissional e Tecnológica „Einheitliches Auswahlsystem für die berufliche und technologische Bildung“) bietet Stand 2014 in allen Bundesstaaten 291.000 Plätze in fachlichen Kursen an. Diese wurden von 937 öffentlichen und privaten Bildungseinrichtungen sowie Senai- und Senac-Schulen angeboten. Alle angebotenen Plätze sind kostenlos und gehören zu Pronatec (Programa Nacional de Acesso ao Ensino Técnico e ao Emprego „Nationales Programm für den Zugang zu fachlicher Bildung und Beschäftigung“). Um an Sisutec teilnehmen zu können, muss man das ENEM ablegen.
Die allgemeine Vorbereitung auf die Arbeit und gegebenenfalls die berufliche Qualifikation können in den Sekundarschulen selbst oder in Zusammenarbeit mit auf die berufliche Bildung spezialisierten Einrichtungen entwickelt werden. Die fachliche Berufsausbildung erfolgt entweder in Verbindung mit oder in Anschluss an die abgeschlossene Sekundarschule.
Die registrierten Diplome der fachlichen Berufsausbildungsgänge der Sekundarschule haben nationale Gültigkeit und qualifizieren für ein weiterführendes Studium an Hochschulen.
Da es in Brasilien keine strukturierte betriebliche Berufsausbildung gibt, übernehmen private brasilianische Institutionen des öffentlichen Interesses diese Funktion, namentlich der SENAC („Nationaler kaufmännischer Ausbildungsdienst“), der SENAR („Nationaler landwirtschaftlicher Ausbildungsdienst“) und der SENAI („Nationaler Dienst für die gewerbliche Berufsausbildung“). Die Regierung Getúlio Vargas verpflichtete die brasilianischen Industrieunternehmen per Gesetz, ein Prozent der von ihnen gezahlten Lohngelder an den SENAI abzuführen, um dessen Berufsbildungszentren zu finanzieren. In dieser Form besteht das System bis heute.

### Hochschulbildung (ensino superior)
In Lateinamerika verfügt Brasilien heute über die mit Abstand besten Hochschul-, Postgraduierten- und Forschungseinrichtungen. Es gibt mehr als 2000 vom MEC autorisierte Hochschulen. Die höchste Stufe im brasilianischen Bildungssystem ist die Doktorwürde.
Das Hochschulsystem gliedert sich wie folgt:
- cursos sequenciais „fortlaufende Kurse“
- graduação „grundständiger Studiengang“
  - bacharelado „Bachelor“
  - licenciatura „Lizenziat“
  - curso superior de tecnologia „technischer Studiengang“
- pós-graduação „postgradualer Studiengang“
  - especialização „Spezialisierung“
  - mestrado „Master“
  - doutorado „Doktorat“

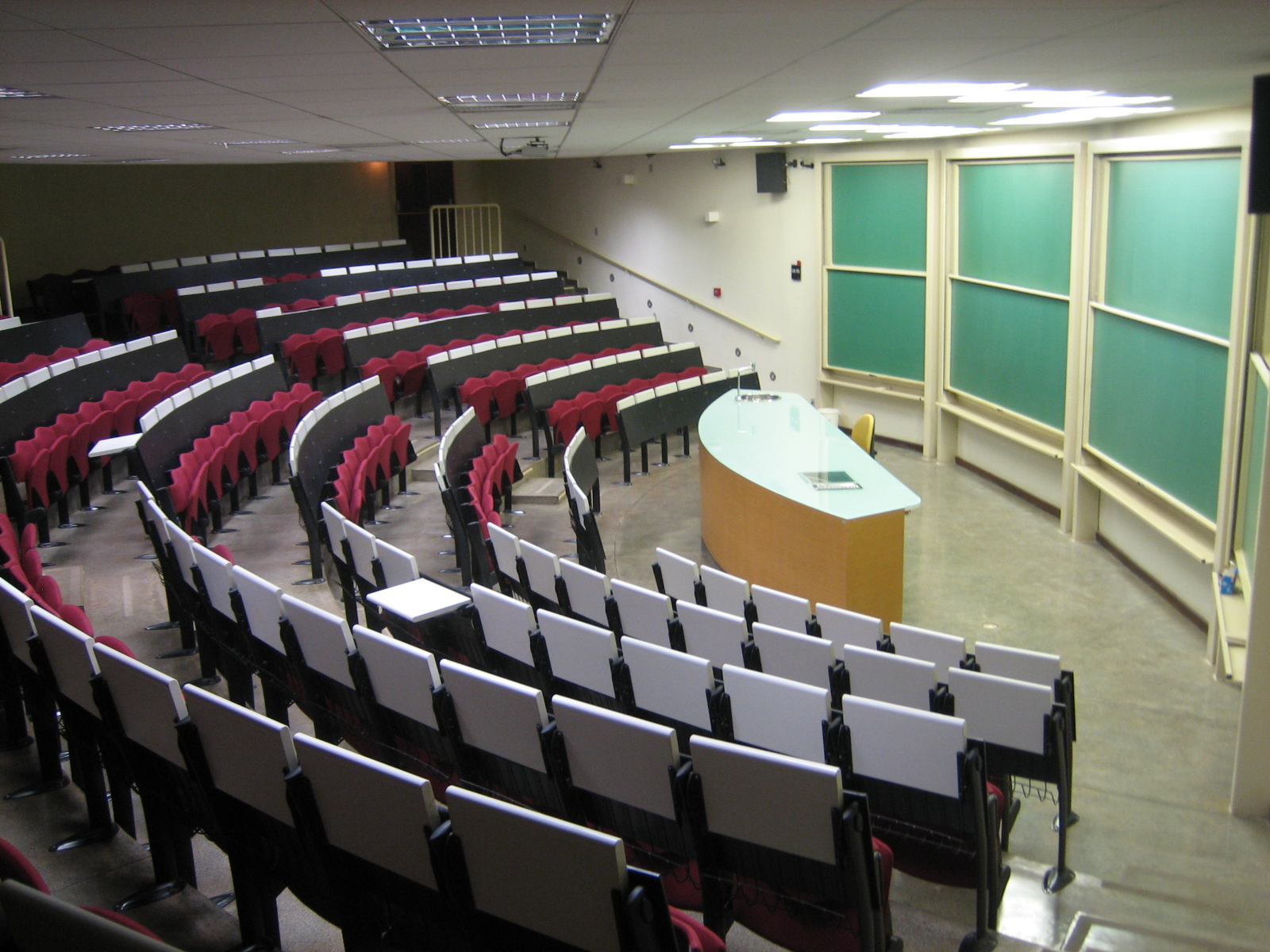
Hörsaal an der Universidade Estadual de Campinas

Die häufigsten Hochschultypen in Brasilien sind:
- universidades federais „Bundesuniversitäten“ (z. B. Universidade Federal do Rio de Janeiro)
- universidades estuduais „bundesstaatliche Universitäten“ (z. B. Universidade Estadual de Campinas)
- pontifícias universidades católicas „päpstliche katholische Universitäten“ (z. B. Pontifícia Universidade Católica de São Paulo)
- centros universitários „Hochschulen“ (z. B. Centro Universitário de Goiás)
- faculdades „Hochschulen“ (die wörtliche Übersetzung „Fakultät“ ist unzureichend) (z. B. Faculdade Luterana de Teologia)
- institutos superiores „Hochschulen“ (z. B. Instituto Superior de Educação São Judas Tadeu)

Das INEP (Instituto Nacional de Estudos e Pesquisas Educacionais „Nationales Institut für Bildungsstudien und -forschung“) erstellt eine nationale Prüfung für Hochschulabsolventen: Von 1996 bis 2003 das ENC (Exame Nacional de Cursos „Nationale Prüfung der Lehrveranstaltungen“, umgangssprachlich: provão) seit 2004 das ENADE (Exame Nacional de Desempenho de Estudantes „Nationale Prüfung der Studentenleistung“). Studierende unterschiedlicher Fachrichtungen werden dabei in unterschiedlichen Jahren geprüft. Durch den dreijährigen Rhythmus der Prüfungen in jeder Fachrichtung und die Regelstudienzeit von 4 Jahren muss jeder Student das ENADE in der Regel zweimal ablegen. Das ENADE ist die Voraussetzung für den Erhalt der Studienabschlussurkunde. Befreiungen gibt es nur, falls die Prüfung innerhalb der Studienzeit nicht stattfindet.
Bereits seit 1976 bewertet die CAPES (Coordenação de Aperfeiçoamento De Pessoal De Nível Superior „Koordinierung für die Verbesserung des Hochschulpersonals“) die postgradualen Studiengänge.

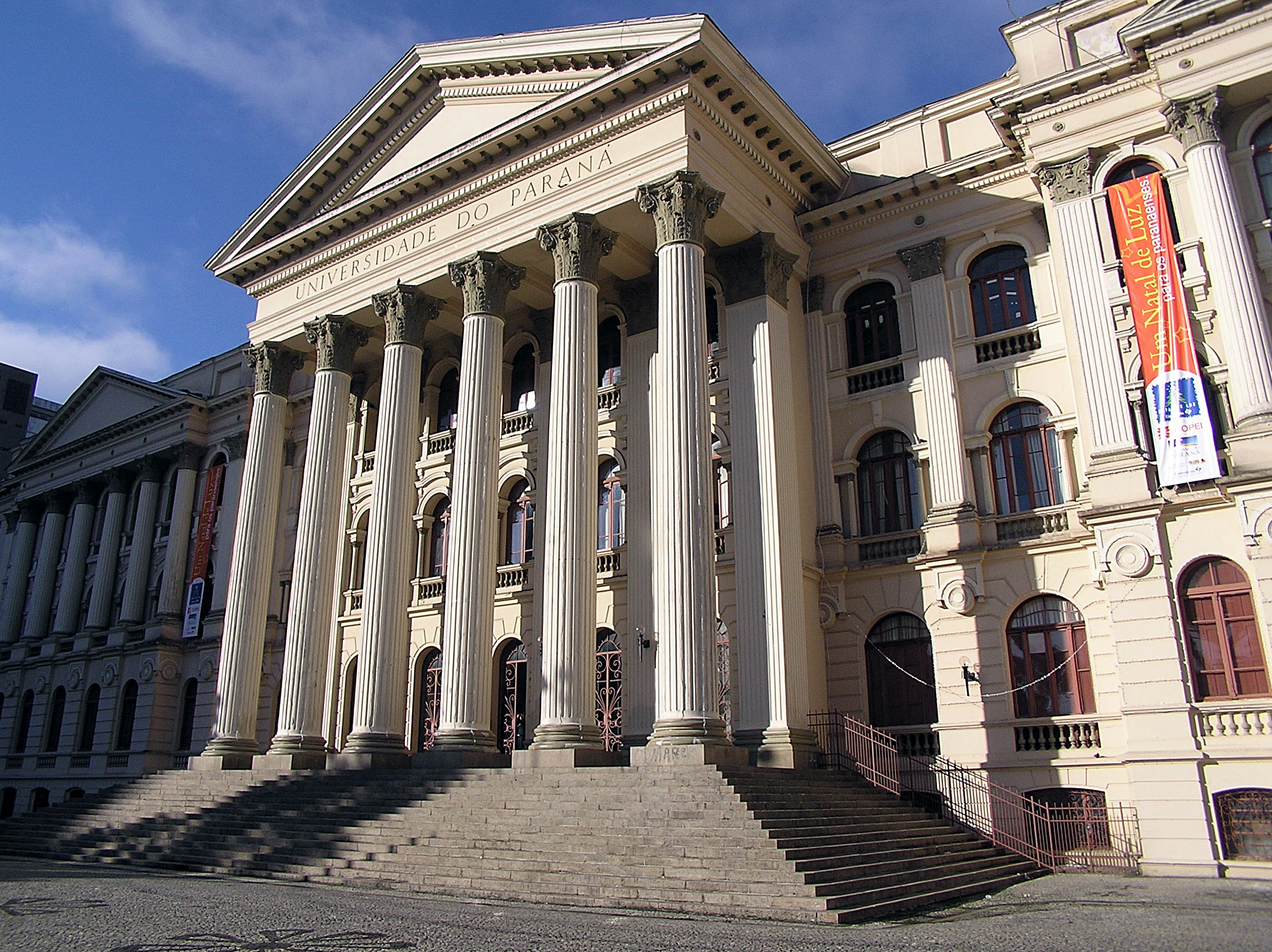
Universidade Federal do Paraná in Curitiba

Im öffentlichen Hochschulwesen hat sich das Erbe einer verkürzten und irrationalen Regierungsführung als schwer zu beseitigen erwiesen. Neue Modelle für die Steuerung und Überwachung der komplexen Einrichtungen sind nötig. Die Verwaltung der Bundesuniversitäten war einer der anfälligsten Aspekte der Agende des MEC für den Wandel. Die Fortschritte sind begrenzt, obwohl die Haushaltsmittel nicht gekürzt wurden. Die postgradualen Studiengänge verfügen über leistungsorientierte Regeln, andere Finanzierungsquellen und steigende Zahlen an Absolventen und Doktoren sowie wissenschaftlicher Leistung. Ganz anders sieht es im Grundstudium aus, das von Streiks und Problemen geprägt ist.
Vor diesem Hintergrund ist die private Hochschulbildung auf dem Vormarsch. Im Jahr 2019 nahmen sie rund drei Viertel aller Bachelorstudenten auf. Es handelt sich um ein heterogenes System, das jedoch sehr dynamisch ist und eine klare Tendenz zur Verbesserung aufweist. Anders als die öffentlichen Hochschulen sind die privaten Einrichtungen eher auf die Lehre als auf die Forschung ausgerichtet, da sie praktisch keine öffentlichen Zuschüsse erhält. Im Jahr 2017 kamen an privaten Einrichtungen 42 Studenten auf einen Dozenten. Dies ist die höchste Rate unter den OECD-Ländern. Dem gegenüber boten öffentliche Hochschulen den niedrigsten OECD-Stand mit 11 Studenten pro Dozent.
Trotz ihres hohen Zulaufs ist die Bildung an privaten Hochschulen nach wie vor von schlechterer Qualität und ihre Abschlüsse werden geringer geachtet.
Die Dominanz kostenpflichtiger privater Hochschulen und die begrenzte Anzahl an Plätzen in kostenlosen öffentlichen Einrichtungen schaffen ein komplexes Umfeld für politische Entscheidungsträger, die sicherstellen möchten, dass der Zugang zur Hochschulbildung nicht durch den sozioökonomischen Status der Studenten behindert wird.

### ENEM (Exame Nacional do Ensino Médio)

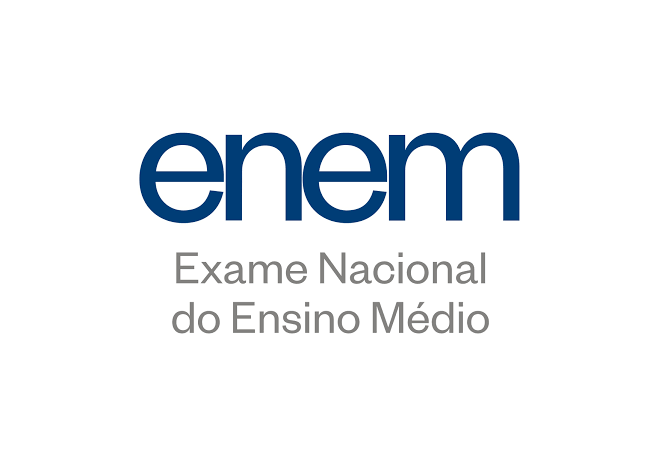
Logo des ENEM

Das Exame Nacional do Ensino Médio („Nationale Sekundarschulprüfung“), kurz ENEM, ist ein anspruchsvoller Test, der 1998 eingeführt wurde, um den Leistungsstand am Ende der Sekundarschule prüft. Er ist nicht verpflichtend, erteilt jedoch seit 2004 die Zulassung zur Hochschulbildung.
Das ENEM besteht aus einem geschriebenen Essay und 180 Multiple-Choice-Fragen aus den vier Themenbereichen Sprache, Mathematik, Sozialwissenschaften und Naturwissenschaften (45 Fragen pro Wissensbereich). Der Test läuft über einen Zeitraum von zwei Tagen. Unter bestimmten Voraussetzungen ist es möglich, eine Befreiung für die Anmeldungsgebühr von 85 R$ (ca. 15 €) zu beantragen. Zur Vorbereitung aufs ENEM besuchen viele Schüler einen curso pré-vestibular, auch cursinho genannt.
Der Test wird von öffentlichen aber auch privaten Universitäten als hauptsächliches oder einziges Instrument für die Zulassung zur Einschreibung genutzt. Private Universitäten nutzen ihn auch zur Vergabe von Studienkrediten und Studiengebührenerlassen.
Die Bildung und finanziellen Mittel des Elternhauses sowie die Form der Schulbildung (öffentliche oder Privatschule) hat großen Einfluss auf die Testergebnisse.

### Notensystem
Die Noten sind in der Regel lediglich auf dem histórico escolar („akademischer Werdegang“), der Fächer- und Notenübersicht, angegeben. Die certificados de conclusão („Abschlusszeugnisse“) erhalten diese nur, wenn es sich um einen berufsqualifizierenden Abschluss handelt.
Das brasilianische Notensystem ist nicht einheitlich definiert. Üblicherweise wird an Sekundarschulen eine Notenskala von 0 bis 10, 1 bis 5, E bis A oder S. R. bis S. S. verwendet. In selteneren Fällen kommt eine Skala von 1 bis 100 vor, wobei 50 die unterste Bestehensnote ist. Auch Hochschulen nutzen verschiedene Notensysteme. Einige greifen auf die Systeme der Sekundarschulen zurück, andere verwenden eigene Systeme. Die verwendete Notenskala ist gewöhnlich auf dem histórico escolar vermerkt.
| Beispiel 1 | Beispiel 2 | Beispiel 3                                                    | Beispiel 4                                       | Beispiel 5                  |
| ---------- | ---------- | ------------------------------------------------------------- | ------------------------------------------------ | --------------------------- |
| 9,0 – 10,0 | 5          | A (excelente „exzellent“)                                     | S. S. (superior superior „überdurchschnittlich“) | aprovado „bestanden“        |
| 7,0 – 8,9  | 4          | B (bom „gut“)                                                 | M. S. (média superior „oberes Mittel“)           | aprovado „bestanden“        |
| 5,0 – 6,9  | 3          | C (regular, satisfatório „zufriedenstellend“, „befriedigend“) | M. M. (média média „mittleres Mittel“)           | aprovado „bestanden“        |
| 3,0 – 4,9  | 2          | D (insuficiente „unzureichend“)                               | M. I. (média inferior „unteres Mittel“)          | reprovado „nicht bestanden“ |
| 2,1 – 2,9  | 1          | D/E (reprovado „nicht bestanden“)                             | I. I. (inferior inferior „minderwertig“)         | reprovado „nicht bestanden“ |
|            |            |                                                               | S. R. (sem rendimento „ohne Leistung“)           | reprovado „nicht bestanden“ |

| Beispiel 1 | Beispiel 1 | Beispiel 1                  | Beispiel 2                         | Beispiel 3                             | Beispiel 4                                       | Beispiel 5                                                   | Beispiel 5            | Beispiel 5 |
| ---------- | ---------- | --------------------------- | ---------------------------------- | -------------------------------------- | ------------------------------------------------ | ------------------------------------------------------------ | --------------------- | ---------- |
| 9,0 – 10,0 | 90 – 100   | excelente „exzellent“       | E (excelente „exzellent“)          | A (excelente „exzellent“)              | S. S. (superior superior „überdurchschnittlich“) | A                                                            | excelente „exzellent“ | 5          |
| 7,0 – 8,9  | 70 – 89    | bom „gut“                   | B (muito bom „sehr gut“)           | B (bom „gut“)                          | M. S. (média superior „oberes Mittel“)           | B                                                            | ótimo „optimal“       | 4          |
| 5,0 – 6,9  | 50 – 69    | regular „ordentlich“        | C (regular „ordentlich“)           | C (regular „ordentlich“)               | M. M. (média média „mittleres Mittel“)           | C                                                            | bom „gut“             | 3          |
| 3,0 – 4,9  | 30 – 49    | insuficiente „unzureichend“ | I (insuficiente „unzureichend“)    | D (insuficiente „unzureichend“)        | M. I. (média inferior „unteres Mittel“)          | D                                                            | regular „ordentlich“  | 2          |
| 0 – 2,9    | 0 – 29     | deficiente „ungenügend“     | M (mal „schlecht“)                 |                                        | I. I. (inferior inferior „minderwertig“)         | E                                                            | fraco „schwach“       | 1          |
|            |            |                             | D (sem rendimento „ohne Leistung“) | S. R. (sem rendimento „ohne Leistung“) | F                                                | insuficiente e/ou infrequente „unzureichend und/oder selten“ |                       |            |

## SENAC und SENAI
Der SENAC (Serviço Nacional de Aprendizagem Comercial „Nationaler kaufmännischer Ausbildungsdienst“) ist eine private, gemeinnützige Institution mit eigener Rechtspersönlichkeit und finanzieller Autonomie. Er wird vom CNC (Confederação Nacional do Comércio de Bens, Serviços e Turismo „Nationale Bund für den Handel mit Waren, Dienstleistungen und Tourismus“) verwaltet. Der SENAC betreibt eigene Berufsbildungseinrichtungen, die eine Ausbildung anbieten, die auf den Bedarf des Handelssektors ausgerichtet sind. Dazu gehören bspw. 408 Bildungszentren, 87 mobile Klassenräume und 19 spezialisierte Zentren (Stand 2022). Die Ausbildungskurse werden auf verschiedenen Niveaus und in verschiedenen Formen angeboten: fachliche Ausbildungen, Studiengänge, Graduiertenausbildungen, Spezialisierungen und Fernstudiengänge. Das PSG (Programa Senac de Gratuidade „Senac-Gratifikationsprogramm“) ist eines der größten brasilianischen Schulungsprogramme zur Eingliederung.
Der SENAI (Serviço Nacional de Aprendizagem Industrial „Nationaler Dienst für die gewerbliche Berufsausbildung“) ist eine private, gemeinnützige Institution mit rechtlicher und finanzieller Autonomie, die mit dem Gewerkschaftssystem verbunden ist. Er wurde gegründet, um die Berufsausbildung von Arbeitnehmern zu fördern und an der Entwicklung der technologischen Forschung im Interesse der Industrie mitzuwirken. Der SENAI betreibt eigene Berufsbildungseinrichtungen, darunter (Stand 2024) 583 feste und 489 mobile Einrichtungen, die in 2700 brasilianischen Kommunen tätig sind und Kurse in 28 Bereichen der brasilianischen Industrie anbieten. Etwa 2,3 Millionen Schüler schreiben sich jährlich ein. Zu ihrem Angebot gehören:
- Präsenzkurse: Ausbildungen, die zu beruflicher Qualifikation führen (für Jugendliche ab 16 Jahren und Erwachsene mit beliebiger Schulbildung), fachliche Kurse, die zu einem Fachkraftdiplom (técnico) führen (für Schüler oder Absolventen der Sekundarschule), zwei- bis dreijährige Grund- und Aufbaustudiengänge (für Absolventen der Sekundarschule)
- Fernstudiengänge
- industrielle Lehrgänge: 2-jährige Kurse für 14- bis 24-Jährige
- Kurse, die von mobilen Ausbildungseinheiten angeboten werden: Durchführung von Kurzzeitschulungen (40 bis 160 Stunden) in Unternehmen und Gemeinden in den entlegensten Teilen des Landes

## Schwachstellen im Bildungssystem
Nach wie vor ist die Qualität des Bildungssystems schlecht. Eine seriöse, qualitativ hochwertige Grundschulbildung ist das wichtigste Ziel. Vor allem in den ärmeren Gemeinden ist sie noch lange nicht erreicht. Beeinflusst wird die Bildungsqualität auch von der Qualität des Lehrpersonals insbesondere an den Primar- und Sekundarschulen.
Der Mangel an Gerechtigkeit ist eine direkte und schwerwiegende Folge des Qualitätsmangels. Durch seine Leistungsorientiertheit werden Schüler nach und nach aussortiert. Insbesondere in Schulen für die ärmsten Bevölkerungsschichten kommt es immer wieder zu Wiederholungen, Verzögerungen und Schulabbrüchen. Zählten im ersten Jahr der Primarbildung noch etwa zwei Drittel der Schüler zur Arbeiterklasse, ist es mit Eintritt in die Universität nur noch ein Fünftel.
Die sozioökonomische Ungleichheit beeinflusst den Zugang zu höherer Bildung. Das Land hat ein heterogenes Bildungssystem auch für höhere Bildung. Staatliche und private Universitäten nutzen das ENEM als hauptsächliches oder einziges Instrument für die Zulassung zur Einschreibung. Die öffentlichen, kostenlosen Universitäten neigen dazu, die privilegierten Studenten aus wohlhabenden Haushalten anzunehmen. Weiße Schüler schneiden beim ENEM besser ab als PoC. Auch die Bildung der Mutter und das Einkommen der Eltern steht in engem Zusammenhang mit der Benotung im ENEM. Die Wahrscheinlichkeit, dass ein Schüler einer öffentlichen Sekundarschule diese Prüfung mit hoher Punktzahl abschließt ist 68,3 % geringer als die eines Schülers einer Privatschule.
Die Bezahlung der Lehrer ist nicht sehr gut, insbesondere im Bereich der Primarbildung.
Das Angebot für berufliche Bildung ist nach wie vor begrenzt. Im Jahr 2017 erlangten nur etwa 8 % der Erstabsolventen der Sekundarschule einen Berufsabschluss. Dies ist der zweitniedrigste Anteil unter den OECD-Ländern.

## Zahlen
Die Alphabetisierungsrate in Brasilien steigt seit etlichen Jahren. Betrug sie bei Republikgründung im Jahr 1889 noch ca. 15 % und im Jahr 1920 bei 35 %, lag sie im Jahr 2023 bei 94,6 %. Jedoch zeigen sich starke Unterschiede zwischen den Regionen des Landes sowie den Ethnizitäten.
So ist die Analphabetisierungsrate unter PoC („pretos e pardos“) mit 7,1 % mehr als doppelt so hoch wie unter weißen Brasilianern (3,2 %).
Darüber hinaus zeigt sich das Süd-Nord-Gefälle des Bildungsniveaus auch in der Alphabetisierung. 54,7 % der Analphabeten lebt in der Região Nordeste. Die Alphabetisierungsrate in den Regionen beträgt:
- Região Nordeste: 88,8 %
- Região Norte: 93,6 %
- Região Centro-Oeste: 96,3 %
- Região Sudeste: 97,1 %
- Região Sul: 97,2 %

Die obligatorische Schulbildung wurde Stand 2018 nur von 47,4 % der Bevölkerung über 25 Jahren abgeschlossen. Dabei zeigen sich bei Weißen sowie Frauen besser Quoten als bei PoC und Männern.

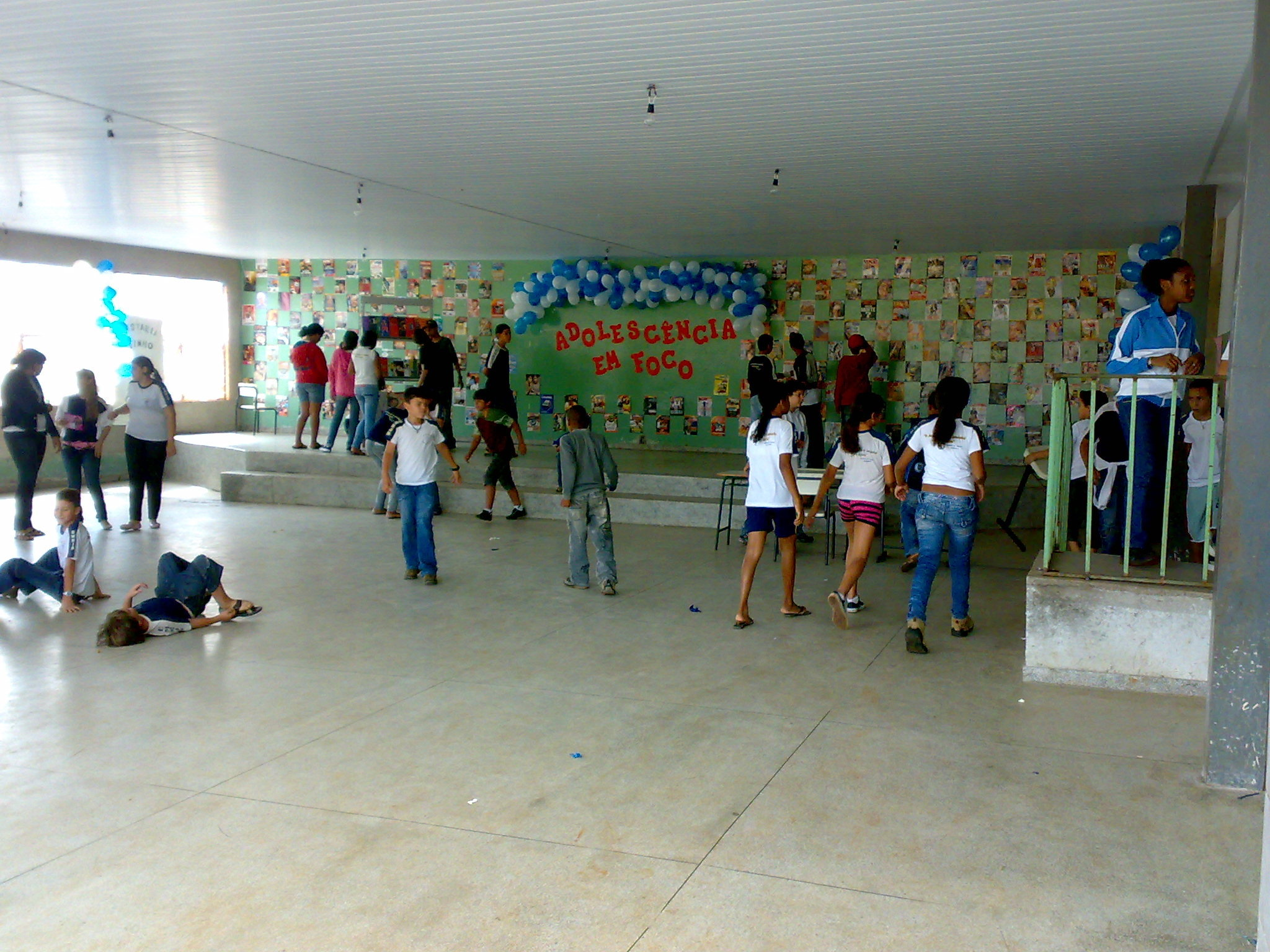
Aula einer städtischen Schule in Goiânia

Obwohl Brasilien einen überdurchschnittlich großen Prozentsatz des Bruttoinlandsprodukts für Bildung ausgibt, wird pro Schüler in der Primar- und Sekundarschule gemessen am OECD-Durchschnitt unterdurchschnittlich wenig Geld ausgegeben.
Seit den 1990er Jahren zeigten sich durch die Entzerrung des zentralisierten Systems bemerkenswerte Fortschritte:
- Einschulungsrate: Die Einschulung erfolgt seit den 1990er Jahren beinahe flächendeckend. Rund 97 % der Bevölkerung zwischen 7 und 14 Jahren besucht die Schule.
- Abschluss der Primarbildung: Im Jahr 1998 beendeten 63 % aller Jugendlichen die damals noch achtjährige Primarbildung, obwohl die meisten älter waren als gewünscht. Bemerkenswert ist das vor allem angesichts der Tatsache, dass rund 50 Jahre zuvor ein geringere Anteil überhaupt zur Schule ging. Die Wachstumsrate bei den Primarbildungsabschlüssen liegt bei über 10 % und die Zahl der Wiederholungen beginnt zu sinken. Diese explosionsartige Entwicklung ging ohne messbare Qualitätseinbußen vonstatten.
- Sekundarschule: Die Zahl der Sekundarschulen wuchs von 2,5 Millionen im Jahr 1993 auf 8 Millionen zur Jahrtausendwende, ohne dass Qualitätseinbußen nachgewiesen wurden
- Hochschulwesen: Die wachsende Mittelschicht zeigt ihre Auswirkungen auch an den Hochschulen. Im Jahr 2000 stiegen die Einschreibungen im Vergleich zum Vorjahr um 13,7 %. Zwischen 1995 und 2000 betrug der Zuwachs sogar 63 %. Erstmalig war die Hälfte aller Doktoren und Magister im Hochschulbereich tätig.

Etwa 33 % der Studenten, die ein Bachelorstudium beginnen, schließen es in Regelstudienzeit ab. Drei Jahre nach der Regelstudienzeit haben es 50 % abgeschlossen. Damit liegt Brasilien deutlich unter dem OECD-Durchschnitt Junge Frauen besuchen zu 42 % häufiger eine Hochschulausbildung als Männer, jedoch sind sie mit geringerer Wahrscheinlichkeit berufstätig.
Über 80 % der Schüler in der Primar- und Sekundarschule Brasiliens besuchen eine öffentliche Einrichtung. Demgegenüber besucht mehr als drei Viertel der Bachelorstudenten eine private Universität. In den meisten anderen OECD-Ländern sind es weniger als ein Drittel. Bei Masterstudenten und Doktoranden kehrt sich das Verhältnis erneut um. 80 % von ihnen besuchen eine öffentliche Einrichtung.
Stand 2022 gibt es in Brasilien 219.000 Bildungseinrichtungen von der creche bis zum ensino médio. Mehr als 40.000 davon sind private Einrichtungen. Im selben Jahr wurden 47,4 Millionen Einschreibungen in der gesamten educação básica registriert.